# Mistrzostwa Świata w Koszykówce Mężczyzn 2019 (eliminacje strefy europejskiej)
W eliminacjach do MŚ 2019 ze strefy europejskiej biorą udział 37 narodowych reprezentacji europejskich, które walczą o 12 miejsc na mistrzostwach świata. Eliminacje trwają od 2 sierpnia 2017 do 25 lutego 2019.

## Format eliminacji
Eliminacje składają się z trzech rund. W rundzie pre-kwalifikacyjnej brało udział 13 zespołów które nie występowały na Eurobaskecie 2017. Zostały one podzielone na 4 grupy, mecze w grupach odbywały się w systemie każdy z każdym, awans do pierwszej rundy uzyskali zwycięzcy grup oraz zespoły z drugich miejsc. Do pierwszej rundy eliminacji dołączyły 24 reprezentacje które występowały na Eurobaskecie 2017 i zostały podzielone razem z drużynami z rundy pre-kwalifikacyjnej na 8 grup. Mecze w grupach odbywają się w systemie kołowym. Trzy najlepsze drużyny z każdej grupy awansują do kolejnej rundy eliminacji, w której zagrają systemem każdy z każdym z trzema najlepszymi zespołami z innej grupy. W drugiej rundzie kwalifikacyjnej zostaną zachowane wyniki z pierwszej rundy, a do mistrzostw świata awansują trzy najlepsze zespoły z 4 grup.

## Drużyny uczestniczące
Reprezentacje grające od rundy pre-kwalifikacyjnej
| - Albania - Armenia - Austria - Białoruś - Bośnia i Hercegowina - Bułgaria - Estonia | - Holandia - Kosowo - Macedonia Północna - Portugalia - Słowacja - Szwecja |

Reprezentacje grające od pierwszej rundy
| - Belgia - Chorwacja - Czarnogóra - Czechy - Finlandia - Francja | - Grecja - Gruzja - Hiszpania - Islandia - Izrael - Litwa | - Łotwa - Niemcy - Polska - Rosja - Rumunia - Serbia | - Słowenia - Turcja - Ukraina - Węgry - Wielka Brytania - Włochy |

## Runda pre-kwalifikacyjna

### Grupa A

#### Tabela
| Poz. | Reprezentacja        | Pkt | Mecze | Mecze | Mecze | Punkty | Punkty | Punkty | Bilans bezpośrednich meczów |
| Poz. | Reprezentacja        | Pkt | M     | Z     | P     | zdob.  | str.   | bilans | Bilans bezpośrednich meczów |
| ---- | -------------------- | --- | ----- | ----- | ----- | ------ | ------ | ------ | --------------------------- |
| 1    | Szwecja              | 10  | 6     | 4     | 2     | 476    | 447    | +29    | 2-0                         |
| 2    | Bośnia i Hercegowina | 10  | 6     | 4     | 2     | 502    | 465    | +37    | 0-2                         |
| 3    | Armenia              | 9   | 6     | 3     | 3     | 470    | 482    | -12    | -                           |
| 4    | Słowacja             | 7   | 6     | 1     | 5     | 434    | 488    | -54    | -                           |

     awans do pierwszej rundy kwalifikacyjnej

#### Wyniki
| 2 sierpnia 201718:00 | Szwecja                                     | 81:73(20:23, 18:15, 17:23, 26:12) | Bośnia i Hercegowina                 | Stadium Arena, Norrköping Widzów: 2223 Sędzia: Tomas Jasevičius ( LTU), Fernando Calatrava ( ESP), Anastasios Piloidis ( GRC) |
| 2 sierpnia 201718:00 | Pkt:Eriksson 25 Zb:Eriksson 5 As:Massamba 6 | 81:73(20:23, 18:15, 17:23, 26:12) | Pkt:Musa 17 Zb:Vrabac 9 As:Renfroe 3 | Stadium Arena, Norrköping Widzów: 2223 Sędzia: Tomas Jasevičius ( LTU), Fernando Calatrava ( ESP), Anastasios Piloidis ( GRC) |

| 2 sierpnia 201720:00 | Armenia                                 | 75:61(15:20, 31:10, 13:9, 16:22) | Słowacja                            | Mika Sports Arena, Erywań Widzów: 1000 Sędzia: Erez Gurion ( ISR), Gianluca Mattioli ( ITA), Arnis Ozols ( LAT) |
| 2 sierpnia 201720:00 | Pkt:Hess 22 Zb:Fischer 9 As:Boatright 6 | 75:61(15:20, 31:10, 13:9, 16:22) | Pkt:Rančík 20 Zb:Jones 9 As:Jones 4 | Mika Sports Arena, Erywań Widzów: 1000 Sędzia: Erez Gurion ( ISR), Gianluca Mattioli ( ITA), Arnis Ozols ( LAT) |

| 5 sierpnia 201719:00 | Armenia                                       | 82:69(21:23, 22:19, 13:16, 26:11) | Szwecja                                                     | Mika Sports Arena, Erywań Widzów: 1000 Sędzia: Sergiy Chebyshev ( UKR), Pavel Fuška ( SVK), Vilius Mačiulaitis ( LTU) |
| 5 sierpnia 201719:00 | Pkt:Boatright 23 Zb:Fischer 12 As:Boatright 3 | 82:69(21:23, 22:19, 13:16, 26:11) | Pkt:Eriksson 15 Zb:Gaddefors 7 As:Borg, Massamba po 4 każdy | Mika Sports Arena, Erywań Widzów: 1000 Sędzia: Sergiy Chebyshev ( UKR), Pavel Fuška ( SVK), Vilius Mačiulaitis ( LTU) |

| 5 sierpnia 201720:00 | Bośnia i Hercegowina                                     | 84:71(18:20, 20:13, 26:18, 20:20) | Słowacja                              | Mirza Delibašić Hall, Sarajewo Widzów: 3000 Sędzia: Lorenzo Baldini ( ITA), Sébastien Clivaz ( SUI), Petar Denkovski ( MKD) |
| 5 sierpnia 201720:00 | Pkt:Musa 32 Zb:Lazić 7 As:czterech zawodników po 3 każdy | 84:71(18:20, 20:13, 26:18, 20:20) | Pkt:Rančík 14 Zb:Rančík 8 As:Ihring 7 | Mirza Delibašić Hall, Sarajewo Widzów: 3000 Sędzia: Lorenzo Baldini ( ITA), Sébastien Clivaz ( SUI), Petar Denkovski ( MKD) |

| 9 sierpnia 201718:00 | Słowacja                                                      | 68:59(17:12, 14:18, 23:11, 14:18) | Szwecja                                      | HANT aréna, Bratysława Sędzia: Anastasios Piloidis ( GRE), Luka Kardum ( HRV), Marko Vladić ( AUT) |
| 9 sierpnia 201718:00 | Pkt:trzech zawodników po 15 każdy Zb:Rančík 15 As:Krajčovič 4 | 68:59(17:12, 14:18, 23:11, 14:18) | Pkt:Ramstedt 13 Zb:Lindqvist 8 As:Massamba 5 | HANT aréna, Bratysława Sędzia: Anastasios Piloidis ( GRE), Luka Kardum ( HRV), Marko Vladić ( AUT) |

| 9 sierpnia 201720:00 | Bośnia i Hercegowina                 | 98:85(23:23, 29:21, 21:16, 25:25) | Armenia                                                            | Mirza Delibašić Hall, Sarajewo Widzów: 4500 Sędzia: Srđan Dožai ( HRV), Gentian Cici ( ALB), Radomir Vojinović ( MNE) |
| 9 sierpnia 201720:00 | Pkt:Musa 28 Zb:Sejfić 5 As:Renfroe 6 | 98:85(23:23, 29:21, 21:16, 25:25) | Pkt:Boatright 30 Zb:Boatright, Chrabascz po 7 każdy As:Boatright 8 | Mirza Delibašić Hall, Sarajewo Widzów: 4500 Sędzia: Srđan Dožai ( HRV), Gentian Cici ( ALB), Radomir Vojinović ( MNE) |

| 12 sierpnia 201718:00 | Słowacja                              | 78:92(22:21, 11:25, 23:23, 22:23) | Armenia                                      | HANT aréna, Bratysława Sędzia: Marek Ćmikiewicz ( POL), Rune Larsen ( DEN), Gintaras Vitkauskas ( LTU) |
| 12 sierpnia 201718:00 | Pkt:Batka 23 Zb:Ihring 12 As:Ihring 5 | 78:92(22:21, 11:25, 23:23, 22:23) | Pkt:Boatright 22 Zb:Fischer 8 As:Boatright 4 | HANT aréna, Bratysława Sędzia: Marek Ćmikiewicz ( POL), Rune Larsen ( DEN), Gintaras Vitkauskas ( LTU) |

| 12 sierpnia 201719:00 | Bośnia i Hercegowina                                                  | 72:88(23:23, 13:21, 19:20, 17:24) | Szwecja                                                    | Arena Zenica, Zenica Widzów: 6000 Sędzia: Antonio Conde ( BRA), Boris Krejič ( SLO), Paulo Marques ( POR) |
| 12 sierpnia 201719:00 | Pkt:Musa 12 Zb:Atić, Tomić po 5 każdy As:trzech zawodników po 3 każdy | 72:88(23:23, 13:21, 19:20, 17:24) | Pkt:Massamba 20 Zb:Spires 8 As:Massamba, Person po 4 każdy | Arena Zenica, Zenica Widzów: 6000 Sędzia: Antonio Conde ( BRA), Boris Krejič ( SLO), Paulo Marques ( POR) |

| 16 sierpnia 201718:00 | Słowacja                            | 74:92(22:30, 23:25, 8:25, 21:12) | Bośnia i Hercegowina                            | HANT aréna, Bratysława Sędzia: Saverio Lanzarini ( ITA), Sergey Krug ( RUS), Mart Uuehendrik ( EST) |
| 16 sierpnia 201718:00 | Pkt:Rančík 19 Zb:Ihring 6 As:Žiak 5 | 74:92(22:30, 23:25, 8:25, 21:12) | Pkt:Musa 27 Zb:Atić 7 As:Gegić, Musa po 3 każdy | HANT aréna, Bratysława Sędzia: Saverio Lanzarini ( ITA), Sergey Krug ( RUS), Mart Uuehendrik ( EST) |

| 16 sierpnia 201719:00 | Szwecja                                | 93:70(23:10, 33:22, 17:18, 20:20) | Armenia                                                          | IFU Arena, Uppsala Widzów: 1820 Sędzia: Vicente Bultó ( ESP), Vincent Delestrée ( BEL), Alexandru Olaru ( ROU) |
| 16 sierpnia 201719:00 | Pkt:Borg 16 Zb:Spires 9 As:Gaddefors 5 | 93:70(23:10, 33:22, 17:18, 20:20) | Pkt:Boatright 32 Zb:Boatright, Fischer po 8 każdy As:Boatright 5 | IFU Arena, Uppsala Widzów: 1820 Sędzia: Vicente Bultó ( ESP), Vincent Delestrée ( BEL), Alexandru Olaru ( ROU) |

| 19 sierpnia 201716:00 | Szwecja                                     | 86:82(17:20, 27:19, 23:17, 19:26) | Słowacja                             | IFU Arena, Uppsala Sędzia: Tomas Jasevičius ( LTU), Arnis Ozols ( LAT), Dariusz Zapolski ( POL) |
| 19 sierpnia 201716:00 | Pkt:Gaddefors 17 Zb:Spires 13 As:Massamba 6 | 86:82(17:20, 27:19, 23:17, 19:26) | Pkt:Ihring 20 Zb:Fusek 9 As:Sedmák 5 | IFU Arena, Uppsala Sędzia: Tomas Jasevičius ( LTU), Arnis Ozols ( LAT), Dariusz Zapolski ( POL) |

| 19 sierpnia 201719:00 | Armenia                                      | 66:83(25:24, 16:20, 21:21, 4:18) | Bośnia i Hercegowina                                  | Mika Sports Arena, Erywań Widzów: 1500 Sędzia: Panagiotis Anastopoulos ( GRE), Marius Ciulin ( ROU), Zafer Yılmaz ( TUR) |
| 19 sierpnia 201719:00 | Pkt:Boatright 22 Zb:Fischer 7 As:Boatright 9 | 66:83(25:24, 16:20, 21:21, 4:18) | Pkt:Musa 21 Zb:Atić 6 As:Zahiragić, Vrabac po 3 każdy | Mika Sports Arena, Erywań Widzów: 1500 Sędzia: Panagiotis Anastopoulos ( GRE), Marius Ciulin ( ROU), Zafer Yılmaz ( TUR) |

Godziny meczów podane zostały według czasów lokalnych.

### Grupa B

#### Tabela
| Poz. | Reprezentacja | Pkt | Mecze | Mecze | Mecze | Punkty | Punkty | Punkty | Bilans bezpośrednich meczów |
| Poz. | Reprezentacja | Pkt | M     | Z     | P     | zdob.  | str.   | bilans | Bilans bezpośrednich meczów |
| ---- | ------------- | --- | ----- | ----- | ----- | ------ | ------ | ------ | --------------------------- |
| 1    | Holandia      | 7   | 4     | 3     | 1     | 352    | 264    | +88    | 1-1                         |
| 2    | Austria       | 7   | 4     | 3     | 1     | 326    | 264    | +62    | 1-1                         |
| 3    | Albania       | 4   | 4     | 0     | 4     | 228    | 378    | -150   | -                           |

     awans do pierwszej rundy kwalifikacyjnej

#### Wyniki
| 2 sierpnia 201820:30 | Albania                                                         | 51:79(10:16, 11:24, 19:17, 11:22) | Austria                                                                         | Tirana Olympic Park, Tirana Sędzia: Tolga Sahin ( ITA), Anastasios Manos ( GRE), Zafer Yılmaz ( TUR) |
| 2 sierpnia 201820:30 | Pkt:Bushati, Shima po 10 każdy Zb:Hysenagolli 5 As:Strazimiri 4 | 51:79(10:16, 11:24, 19:17, 11:22) | Pkt:Mahalbašić, Pöltl po 22 każdy Zb:Lanegger 8 As:Lamešić, Lanegger po 4 każdy | Tirana Olympic Park, Tirana Sędzia: Tolga Sahin ( ITA), Anastasios Manos ( GRE), Zafer Yılmaz ( TUR) |

| 5 sierpnia 201719:30 | Austria                                                    | 72:79(18:15, 14:23, 16:17, 24:24) | Holandia                                                  | Multiversum, Schwechat Widzów: 2000 Sędzia: Marek Ćmikiewicz ( POL), Bojan Jovanić ( BIH), Apostolos Kalpakas ( SWE) |
| 5 sierpnia 201719:30 | Pkt:Pöltl 24 Zb:trzech zawodników po 5 każdy As:Lanegger 6 | 72:79(18:15, 14:23, 16:17, 24:24) | Pkt:de Jong 22 Zb:de Jong, Norel po 5 każdy As:Williams 6 | Multiversum, Schwechat Widzów: 2000 Sędzia: Marek Ćmikiewicz ( POL), Bojan Jovanić ( BIH), Apostolos Kalpakas ( SWE) |

| 9 sierpnia 201722:00 | Holandia                                | 91:77(24:26, 27:27, 21:13, 19:11) | Albania                                                  | Sporthallen Zuid, Amsterdam Widzów: 1500 Sędzia: Dariusz Zapolski ( POL), Pavel Fuška ( SVK), Ernad Karović ( BIH) |
| 9 sierpnia 201722:00 | Pkt:Voorn 20 Zb:de Jong 7 As:Williams 6 | 91:77(24:26, 27:27, 21:13, 19:11) | Pkt:Shima 23 Zb:Hysenagolli 6 As:Dusha, Shima po 4 każdy | Sporthallen Zuid, Amsterdam Widzów: 1500 Sędzia: Dariusz Zapolski ( POL), Pavel Fuška ( SVK), Ernad Karović ( BIH) |

| 12 sierpnia 201716:00 | Austria                                         | 97:63(33:19, 15:18, 28:14, 21:12) | Albania                              | Multiversum, Schwechat Widzów: 1300 Sędzia: Saverio Lanzarini ( ITA), Stanislav Kučera ( CZE), Mart Uuehendrik ( EST) |
| 12 sierpnia 201716:00 | Pkt:Mahalbašić 25 Zb:Mahalbašić 9 As:Lanegger 7 | 97:63(33:19, 15:18, 28:14, 21:12) | Pkt:Moser 20 Zb:Shima 4 As:Bushati 4 | Multiversum, Schwechat Widzów: 1300 Sędzia: Saverio Lanzarini ( ITA), Stanislav Kučera ( CZE), Mart Uuehendrik ( EST) |

| 16 sierpnia 201722:00 | Holandia                                               | 71:78(20:17, 17:22, 16:10, 18:29) | Austria                                     | Sporthallen Zuid, Amsterdam Widzów: 1100 Sędzia: Antonio Conde ( ESP), Gianluca Mattioli ( ITA), Gavin Williams ( WAL) |
| 16 sierpnia 201722:00 | Pkt:Slagter 15 Zb:de Jong, Norel po 6 każdy As:Kloof 8 | 71:78(20:17, 17:22, 16:10, 18:29) | Pkt:Pöltl 16 Zb:Mahalbašić 6 As:Klepeisz 10 | Sporthallen Zuid, Amsterdam Widzów: 1100 Sędzia: Antonio Conde ( ESP), Gianluca Mattioli ( ITA), Gavin Williams ( WAL) |

| 19 sierpnia 201720:30 | Albania                                | 37:111(16:14, 8:30, 5:33, 8:34) | Holandia                                                | Tirana Olympic Park, Tirana Sędzia: Saša Maričić ( SRB), Boris Krejić ( SLO), Özlem Yalman ( TUR) |
| 19 sierpnia 201720:30 | Pkt:Moser 8 Zb:Moser 6 As:Strazimiri 3 | 37:111(16:14, 8:30, 5:33, 8:34) | Pkt:Franke, Norel po 16 każdy Zb:Norel 11 As:Williams 6 | Tirana Olympic Park, Tirana Sędzia: Saša Maričić ( SRB), Boris Krejić ( SLO), Özlem Yalman ( TUR) |

Godziny meczów podane zostały według czasów lokalnych.

### Grupa C

#### Tabela
| Poz. | Reprezentacja      | Pkt | Mecze | Mecze | Mecze | Punkty | Punkty | Punkty | Bilans bezpośrednich meczów |
| Poz. | Reprezentacja      | Pkt | M     | Z     | P     | zdob.  | str.   | bilans | Bilans bezpośrednich meczów |
| ---- | ------------------ | --- | ----- | ----- | ----- | ------ | ------ | ------ | --------------------------- |
| 1    | Estonia            | 7   | 4     | 3     | 1     | 299    | 266    | +33    | -                           |
| 2    | Kosowo             | 6   | 4     | 2     | 2     | 271    | 300    | -29    | -                           |
| 3    | Macedonia Północna | 5   | 4     | 1     | 3     | 296    | 300    | -4     | -                           |

     awans do pierwszej rundy kwalifikacyjnej

#### Wyniki
| 2 sierpnia 201720:15 | Kosowo                                   | 72:68(23:11, 17:9, 15:23, 17:25) | Macedonia Północna                                                | Pałac Młodzieży i Sportu, Prisztina Widzów: 2500 Sędzia: Petar Obradović ( BIH), Borys Shulga ( UKR), Nikolaos Somos ( GRE) |
| 2 sierpnia 201720:15 | Pkt:Berisha 28 Zb:F. Rugova 7 As:Mekaj 5 | 72:68(23:11, 17:9, 15:23, 17:25) | Pkt:Theodore 22 Zb:Čekovski, Stojanovski po 4 każdy As:Theodore 6 | Pałac Młodzieży i Sportu, Prisztina Widzów: 2500 Sędzia: Petar Obradović ( BIH), Borys Shulga ( UKR), Nikolaos Somos ( GRE) |

| 5 sierpnia 201720:30 | Macedonia Północna                                                | 76:80(29:17, 13:26, 19:20, 15:17) | Estonia                              | Centrum sportowe „Boris Trajkowski”, Skopje Widzów: 1500 Sędzia: Fernando Calatrava ( ESP), Paulo Marques ( POR), Zdenko Tomašovič ( SVK) |
| 5 sierpnia 201720:30 | Pkt:Stojanovski 26 Zb:Čekovski, Theodore po 6 każdy As:Kostoski 5 | 76:80(29:17, 13:26, 19:20, 15:17) | Pkt:Veideman 26 Zb:Talts 8 As:Sokk 5 | Centrum sportowe „Boris Trajkowski”, Skopje Widzów: 1500 Sędzia: Fernando Calatrava ( ESP), Paulo Marques ( POR), Zdenko Tomašovič ( SVK) |

| 9 sierpnia 201717:30 | Estonia                                      | 76:50(17:15, 23:14, 20:12, 16:9) | Kosowo                                   | Saku Suurhall, Tallinn Widzów: 3000 Sędzia: Apostolos Kalpakas ( SWE), Vincent Delestrée ( BEL), Mārtiņš Kozlovskis ( LAT) |
| 9 sierpnia 201717:30 | Pkt:Hallik 15 Zb:Puidet, Talts 6 As:Kangur 8 | 76:50(17:15, 23:14, 20:12, 16:9) | Pkt:Kastrati 11 Zb:Veseli 6 As:Berisha 4 | Saku Suurhall, Tallinn Widzów: 3000 Sędzia: Apostolos Kalpakas ( SWE), Vincent Delestrée ( BEL), Mārtiņš Kozlovskis ( LAT) |

| 12 sierpnia 201720:30 | Macedonia Północna                          | 87:74(19:22, 21:19, 23:13, 24:20) | Kosowo                                    | Centrum sportowe „Boris Trajkowski”, Skopje Sędzia: Tolga Sahin ( ITA), Marius Ciulin ( ROU), Dariusz Zapolski ( POL) |
| 12 sierpnia 201720:30 | Pkt:Theodore 24 Zb:Theodore 9 As:Kostoski 5 | 87:74(19:22, 21:19, 23:13, 24:20) | Pkt:F. Rugova 17 Zb:Shoshi 6 As:Berisha 7 | Centrum sportowe „Boris Trajkowski”, Skopje Sędzia: Tolga Sahin ( ITA), Marius Ciulin ( ROU), Dariusz Zapolski ( POL) |

| 16 sierpnia 201717:30 | Estonia                                | 74:65(16:18, 25:23, 13:14, 20:10) | Macedonia Północna                             | Saku Suurhall, Tallinn Widzów: 3500 Sędzia: Tomas Jasevičius ( LTU), Juris Kokainis ( LAT), Manuel Mazzoni ( ITA) |
| 16 sierpnia 201717:30 | Pkt:Sokk 15 Zb:Kangur 12 As:Veideman 4 | 74:65(16:18, 25:23, 13:14, 20:10) | Pkt:Theodore 19 Zb:Stojanovski 8 As:Theodore 6 | Saku Suurhall, Tallinn Widzów: 3500 Sędzia: Tomas Jasevičius ( LTU), Juris Kokainis ( LAT), Manuel Mazzoni ( ITA) |

| 19 sierpnia 201720:15 | Kosowo                                   | 75:69(24:22, 11:16, 19:14, 21:17) | Estonia                                                  | Pałac Młodzieży i Sportu, Prisztina Widzów: 2500 Sędzia: Srđan Dožai ( CRO), Markos Michaelides ( SUI), Marko Vučković ( SLO) |
| 19 sierpnia 201720:15 | Pkt:Berisha 28 Zb:Shoshi 10 As:Berisha 6 | 75:69(24:22, 11:16, 19:14, 21:17) | Pkt:Jõesaar 13 Zb:Paasoja, Talts po 5 każdy As:Paasoja 5 | Pałac Młodzieży i Sportu, Prisztina Widzów: 2500 Sędzia: Srđan Dožai ( CRO), Markos Michaelides ( SUI), Marko Vučković ( SLO) |

Godziny meczów podane zostały według czasów lokalnych.

### Grupa D

#### Tabela
| Poz. | Reprezentacja | Pkt | Mecze | Mecze | Mecze | Punkty | Punkty | Punkty | Bilans bezpośrednich meczów |
| Poz. | Reprezentacja | Pkt | M     | Z     | P     | zdob.  | str.   | bilans | Bilans bezpośrednich meczów |
| ---- | ------------- | --- | ----- | ----- | ----- | ------ | ------ | ------ | --------------------------- |
| 1    | Bułgaria      | 8   | 4     | 4     | 0     | 335    | 274    | +61    | -                           |
| 2    | Białoruś      | 5   | 4     | 1     | 3     | 294    | 316    | -22    | 1-1                         |
| 3    | Portugalia    | 5   | 4     | 1     | 3     | 290    | 329    | -39    | 1-1                         |

     awans do pierwszej rundy kwalifikacyjnej

#### Wyniki
| 2 sierpnia 2017 | Portugalia                                                                   | 71:82(16:26, 10:25, 24:20, 21:11) | Bułgaria                                 | Pavilhão dos Desportos, Sines Widzów: 2000 Sędzia: Vicente Bultó ( ESP), Lorenzo Baldini ( ITA), Janusz Calik ( POL) |
| 2 sierpnia 2017 | Pkt:Barbosa 11 Zb:Djukic, Hallman po 6 każdy As:trzech zawodników po 2 każdy | 71:82(16:26, 10:25, 24:20, 21:11) | Pkt:Bost 23 Zb:Wezenkow 13 As:Wezenkow 5 | Pavilhão dos Desportos, Sines Widzów: 2000 Sędzia: Vicente Bultó ( ESP), Lorenzo Baldini ( ITA), Janusz Calik ( POL) |

| 5 sierpnia 201717:00 | Bułgaria                                                        | 78:68(22:14, 13:15, 22:18, 21:21) | Białoruś                                       | Arena Botewgrad, Botewgrad Widzów: 2000 Sędzia: Petar Obradović ( BIH), Erez Gurion ( ISR), Zoran Mitrovksi ( MKD) |
| 5 sierpnia 201717:00 | Pkt:P. Marinow 22 Zb:Wezenkow 15 As:Bost, S. Marinow po 5 każdy | 78:68(22:14, 13:15, 22:18, 21:21) | Pkt:Liutycz 19 Zb:Palaszczuk 11 As:Kudraucau 4 | Arena Botewgrad, Botewgrad Widzów: 2000 Sędzia: Petar Obradović ( BIH), Erez Gurion ( ISR), Zoran Mitrovksi ( MKD) |

| 9 sierpnia 201718:00 | Białoruś                                                                 | 78:75(26:10, 10:23, 17:16, 25:26) | Portugalia                             | Pałac Sportu, Mińsk Widzów: 2000 Sędzia: Marius Ciulin ( ROU), Gintaras Vitkauskas ( LTU), Yener Yılmaz ( TUR) |
| 9 sierpnia 201718:00 | Pkt:Liutycz, Parachouski po 16 każdy Zb:Parachouski 9 As:Vabishchevich 6 | 78:75(26:10, 10:23, 17:16, 25:26) | Pkt:Barroso 18 Zb:Hallman 6 As:Pinto 5 | Pałac Sportu, Mińsk Widzów: 2000 Sędzia: Marius Ciulin ( ROU), Gintaras Vitkauskas ( LTU), Yener Yılmaz ( TUR) |

| 12 sierpnia 201717:00 | Bułgaria                                                                        | 91:65(28:11, 26:18, 22:19, 15:17) | Portugalia                                           | Arena Botewgrad, Botewgrad Widzów: 2300 Sędzia: Panagiotis Anastopoulos ( GRE), Ernad Karović ( BIH), Ciprian Stoica ( ROU) |
| 12 sierpnia 201717:00 | Pkt:Wezenkow 21 Zb:Georgiev, Wezenkow po 8 każdy As:Bost, S. Marinow po 7 każdy | 91:65(28:11, 26:18, 22:19, 15:17) | Pkt:Lima 16 Zb:Djukic, Lima po 5 każdy As:Oliveira 4 | Arena Botewgrad, Botewgrad Widzów: 2300 Sędzia: Panagiotis Anastopoulos ( GRE), Ernad Karović ( BIH), Ciprian Stoica ( ROU) |

| 16 sierpnia 201718:00 | Białoruś                                                        | 70:84(15:21, 23:25, 22:19, 10:19) | Bułgaria                              | Pałac Sportu, Mińsk Widzów: 1800 Sędzia: Srđan Dožai ( CRO), Saša Maričić ( SRB), Tanel Suslov ( EST) |
| 16 sierpnia 201718:00 | Pkt:Liutycz 18 Zb:Semianiuk 9 As:czterech zawodników po 2 każdy | 70:84(15:21, 23:25, 22:19, 10:19) | Pkt:Kostov 21 Zb:Wezenkow 7 As:Bost 6 | Pałac Sportu, Mińsk Widzów: 1800 Sędzia: Srđan Dožai ( CRO), Saša Maričić ( SRB), Tanel Suslov ( EST) |

| 19 sierpnia 201719:30 | Portugalia                          | 79:78 (pd.)(23:22, 19:15, 10:14, 15:16, dogr. 12:11) | Białoruś                                        | Pavilhão Multiusos, Coimbra Sędzia: Antonio Conde ( ESP), Manuel Mazzoni ( ITA), Yohan Rosso ( FRA) |
| 19 sierpnia 201719:30 | Pkt:Lima 16 Zb:Lima 6 As:Oliveira 7 | 79:78 (pd.)(23:22, 19:15, 10:14, 15:16, dogr. 12:11) | Pkt:Liutycz 18 Zb:Parachouski 17 As:Kudraucau 5 | Pavilhão Multiusos, Coimbra Sędzia: Antonio Conde ( ESP), Manuel Mazzoni ( ITA), Yohan Rosso ( FRA) |

Godziny meczów podane zostały według czasów lokalnych.

## Pierwsza runda

### Grupa A

#### Tabela
| Poz. | Reprezentacja | Pkt | Mecze | Mecze | Mecze | Punkty | Punkty | Punkty | Bilans bezpośrednich meczów |
| Poz. | Reprezentacja | Pkt | M     | Z     | P     | zdob.  | str.   | bilans | Bilans bezpośrednich meczów |
| ---- | ------------- | --- | ----- | ----- | ----- | ------ | ------ | ------ | --------------------------- |
| 1    | Hiszpania     | 12  | 6     | 6     | 0     | 497    | 431    | +66    | -                           |
| 2    | Czarnogóra    | 9   | 6     | 3     | 3     | 454    | 443    | +11    | -                           |
| 3    | Słowenia      | 8   | 6     | 2     | 4     | 484    | 492    | -8     | -                           |
| 4    | Białoruś      | 7   | 6     | 1     | 5     | 445    | 514    | -69    | -                           |

     awans do drugiej rundy kwalifikacyjnej

#### Wyniki
| 24 listopada 201720:00 | Czarnogóra                                                    | 66:79(15:15, 14:23, 12:20, 25:21) | Hiszpania                                           | Morača Sports Center, Podgorica Widzów: 3600 Sędzia: Panagiotis Anastopoulos ( GRE), Lorenzo Baldini ( ITA), Marek Maliszewski ( POL) |
| 24 listopada 201720:00 | Pkt:Ivanović 10 Zb:Ivanović, Radović po 5 każdy As:Ivanović 8 | 66:79(15:15, 14:23, 12:20, 25:21) | Pkt:Colom, Vázquez po 15 każdy Zb:Saiz 9 As:Colom 4 | Morača Sports Center, Podgorica Widzów: 3600 Sędzia: Panagiotis Anastopoulos ( GRE), Lorenzo Baldini ( ITA), Marek Maliszewski ( POL) |

| 24 listopada 201720:30 | Słowenia                                | 87:74(22:12, 20:12, 25:27, 20:23) | Białoruś                                          | Arena Stožice, Lublana Widzów: 7000 Sędzia: Tolga Sahin ( ITA), Anastasios Manos ( GRE), Michał Proc ( POL) |
| 24 listopada 201720:30 | Pkt:Čančar 20 Zb:Vidmar 9 As:Prepelič 8 | 87:74(22:12, 20:12, 25:27, 20:23) | Pkt:Wayns 14 Zb:Meshcharakou 9 As:Wabiszczewicz 6 | Arena Stožice, Lublana Widzów: 7000 Sędzia: Tolga Sahin ( ITA), Anastasios Manos ( GRE), Michał Proc ( POL) |

| 26 listopada 201719:30 | Białoruś                                 | 67:91(16:24, 15:31, 18:14, 18:22) | Czarnogóra                                | Pałac Sportu, Mińsk Widzów: 2000 Sędzia: Saverio Lanzarini ( ITA), Oskars Lucis ( LAT), Vilius Mačiulaitis ( LTU) |
| 26 listopada 201719:30 | Pkt:Liutycz 18 Zb:Semianiuk 9 As:Wayns 3 | 67:91(16:24, 15:31, 18:14, 18:22) | Pkt:Radović 19 Zb:Sekulić 10 As:Vranješ 5 | Pałac Sportu, Mińsk Widzów: 2000 Sędzia: Saverio Lanzarini ( ITA), Oskars Lucis ( LAT), Vilius Mačiulaitis ( LTU) |

| 26 listopada 201719:30 | Hiszpania                                               | 92:84(20:21, 24:17, 29:27, 19:19) | Słowenia                                  | Coliseum Burgos, Burgos Widzów: 7500 Sędzia: Manuel Mazzoni ( ITA), Gentian Cici ( ALB), Tomas Jasevičius ( LTU) |
| 26 listopada 201719:30 | Pkt:Colom 25 Zb:trzech zawodników po 5 każdy As:Colom 9 | 92:84(20:21, 24:17, 29:27, 19:19) | Pkt:Prepelič 27 Zb:Vidmar 7 As:Prepelič 6 | Coliseum Burgos, Burgos Widzów: 7500 Sędzia: Manuel Mazzoni ( ITA), Gentian Cici ( ALB), Tomas Jasevičius ( LTU) |

| 23 lutego 201819:30 | Białoruś                                       | 82:84(15:25, 19:15, 25:23, 23:21) | Hiszpania                                 | Pałac Sportu, Mińsk Widzów: 3000 Sędzia: Srđan Dožai ( CRO), Marius Ciulin ( ROU), Petar Obradović ( BIH) |
| 23 lutego 201819:30 | Pkt:Kudraucau 18 Zb:Waszkiewicz 8 As:Saddler 7 | 82:84(15:25, 19:15, 25:23, 23:21) | Pkt:Colom 17 Zb:Vázquez 6 As:San Miguel 5 | Pałac Sportu, Mińsk Widzów: 3000 Sędzia: Srđan Dožai ( CRO), Marius Ciulin ( ROU), Petar Obradović ( BIH) |

| 23 lutego 201820:00 | Czarnogóra                               | 63:75(13:16, 16:16, 22:23, 12:20) | Słowenia                                  | Morača Sports Center, Podgorica Widzów: 2800 Sędzia: Yohan Rosso ( FRA), Janusz Calik ( POL), Yener Yılmaz ( TUR) |
| 23 lutego 201820:00 | Pkt:Nikolić 15 Zb:Šehović 5 As:Needham 7 | 63:75(13:16, 16:16, 22:23, 12:20) | Pkt:Prepelič 19 Zb:Vidmar 9 As:Prepelič 5 | Morača Sports Center, Podgorica Widzów: 2800 Sędzia: Yohan Rosso ( FRA), Janusz Calik ( POL), Yener Yılmaz ( TUR) |

| 26 lutego 201819:00 | Hiszpania                                            | 79:67(23:17, 23:22, 18:14, 15:14) | Czarnogóra                                | Pabellón Príncipe Felipe, Saragossa Widzów: 8573 Sędzia: Tolga Sahin ( ITA), Martin Horozov ( BUL), Wojciech Liszka ( POL) |
| 26 lutego 201819:00 | Pkt:Aguilar 16 Zb:Beirán, Saiz po 6 każdy As:Colom 9 | 79:67(23:17, 23:22, 18:14, 15:14) | Pkt:Nikolić 13 Zb:Nikolić 8 As:Ivanović 7 | Pabellón Príncipe Felipe, Saragossa Widzów: 8573 Sędzia: Tolga Sahin ( ITA), Martin Horozov ( BUL), Wojciech Liszka ( POL) |

| 26 lutego 201819:30 | Białoruś                                 | 93:92 | Słowenia                            | Pałac Sportu, Mińsk Widzów: 2500 Sędzia: Manuel Mazzoni ( ITA), Georgios Poursanidis ( GRE), Andris Aunkrogers ( LAT) |
| 26 lutego 201819:30 | Pkt:Saddler 25 Zb:Sałasz 10 As:Saddler 8 | 93:92 | Pkt:Blažič 27 Zb:Rebec 7 As:Rebec 6 | Pałac Sportu, Mińsk Widzów: 2500 Sędzia: Manuel Mazzoni ( ITA), Georgios Poursanidis ( GRE), Andris Aunkrogers ( LAT) |

| 28 czerwca 201820:00 | Słowenia                              | 72:83(20:26, 17:19, 13:15, 22:23) | Hiszpania                          | Arena Stožice, Lublana Widzów: 8000 Sędzia: Panagiotis Anastopoulos ( GRE), Gintaras Vitkauskas ( LTU), Yohan Rosso ( FRA) |
| 28 czerwca 201820:00 | Pkt:Blažič 18 Zb:Murić 7 As:Nikolić 6 | 72:83(20:26, 17:19, 13:15, 22:23) | Pkt:Colom 16 Zb:Saiz 11 As:Colom 5 | Arena Stožice, Lublana Widzów: 8000 Sędzia: Panagiotis Anastopoulos ( GRE), Gintaras Vitkauskas ( LTU), Yohan Rosso ( FRA) |

| 28 czerwca 201821:00 | Czarnogóra                                                 | 80:69(21:22, 12:10, 28:15, 19:22) | Białoruś                                          | Sportski centar, Nikšić Widzów: 1940 Sędzia: Saverio Lanzarini ( ITA), Markos Michaelides ( SUI), Michał Proc ( POL) |
| 28 czerwca 201821:00 | Pkt:Bjelica 18 Zb:Đurišić 6 As:Needham, Popović po 3 każdy | 80:69(21:22, 12:10, 28:15, 19:22) | Pkt:Parachouski 15 Zb:Parachouski 11 As:Saddler 6 | Sportski centar, Nikšić Widzów: 1940 Sędzia: Saverio Lanzarini ( ITA), Markos Michaelides ( SUI), Michał Proc ( POL) |

| 1 lipca 201818:30 | Hiszpania                                                         | 80:60(19:15, 19:13, 22:14, 20:18) | Białoruś                                | Palacio de Deportes José María Martín Carpena, Malaga Widzów: 6123 Sędzia: Petar Obradović ( BIH), Janusz Calik ( POL), Tomislav Vovk ( CRO) |
| 1 lipca 201818:30 | Pkt:Hernangómez 11 Zb:Hernangómez, Vázquez po 8 każdy As:Beirán 4 | 80:60(19:15, 19:13, 22:14, 20:18) | Pkt:Saddler 18 Zb:Sałasz 6 As:Saddler 6 | Palacio de Deportes José María Martín Carpena, Malaga Widzów: 6123 Sędzia: Petar Obradović ( BIH), Janusz Calik ( POL), Tomislav Vovk ( CRO) |

| 1 lipca 201820:00 | Słowenia                                                                     | 74:87(14:24, 25:22, 17:12, 18:29) | Czarnogóra                                 | Arena Stožice, Lublana Widzów: 5000 Sędzia: Georgios Poursanidis ( GRE), Tanel Suslov ( EST), Lorenzo Baldin ( ITA) |
| 1 lipca 201820:00 | Pkt:trzech zawodników po 15 każdy Zb:Čančar 8 As:Blažič, Prepelič po 4 każdy | 74:87(14:24, 25:22, 17:12, 18:29) | Pkt:Đurišić 23 Zb:Bjelica 11 As:Ivanović 6 | Arena Stožice, Lublana Widzów: 5000 Sędzia: Georgios Poursanidis ( GRE), Tanel Suslov ( EST), Lorenzo Baldin ( ITA) |

Godziny meczów podane zostały według czasów lokalnych.

### Grupa B

#### Tabela
| Poz. | Reprezentacja | Pkt | Mecze | Mecze | Mecze | Punkty | Punkty | Punkty | Bilans bezpośrednich meczów |
| Poz. | Reprezentacja | Pkt | M     | Z     | P     | zdob.  | str.   | bilans | Bilans bezpośrednich meczów |
| ---- | ------------- | --- | ----- | ----- | ----- | ------ | ------ | ------ | --------------------------- |
| 1    | Turcja        | 10  | 6     | 4     | 2     | 437    | 389    | +48    | 1-1, +3                     |
| 2    | Łotwa         | 10  | 6     | 4     | 2     | 477    | 453    | +24    | 1-1, -3                     |
| 3    | Ukraina       | 9   | 6     | 3     | 3     | 440    | 450    | -10    | -                           |
| 4    | Szwecja       | 7   | 5     | 1     | 5     | 398    | 460    | -62    | -                           |

     awans do drugiej rundy kwalifikacyjnej

#### Wyniki
| 24 listopada 201717:00 | Turcja                                   | 85:73(14:20, 23:14, 30:20, 18:19) | Łotwa                                  | Tofaş Nilüfer Spor Salonu, Bursa Widzów: 6523 Sędzia: Srđan Dožai ( CRO), Janusz Calik ( POL), Aleksandar Glišić ( SRB) |
| 24 listopada 201717:00 | Pkt:Mahmutoğlu 24 Zb:Birsen 8 As:Ermiş 9 | 85:73(14:20, 23:14, 30:20, 18:19) | Pkt:Peiners 25 Zb:Peiners 6 As:Šķēle 7 | Tofaş Nilüfer Spor Salonu, Bursa Widzów: 6523 Sędzia: Srđan Dožai ( CRO), Janusz Calik ( POL), Aleksandar Glišić ( SRB) |

| 24 listopada 201719:00 | Szwecja                                                | 76:84(22:25, 12:28, 19:16, 23:15) | Ukraina                                                                        | Stadium Arena, Norrköping Widzów: 2638 Sędzia: Tomas Jasevičius ( LTU), Petr Hrůša ( CZE), Dariusz Zapolski ( POL) |
| 24 listopada 201719:00 | Pkt:Czerapowicz 26 Zb:V. Gaddefors 9 As:V. Gaddefors 5 | 76:84(22:25, 12:28, 19:16, 23:15) | Pkt:Krawcow 17 Zb:sześciu zawodników po 4 każdy As:Hładyr, Łukaszow po 4 każdy | Stadium Arena, Norrköping Widzów: 2638 Sędzia: Tomas Jasevičius ( LTU), Petr Hrůša ( CZE), Dariusz Zapolski ( POL) |

| 26 listopada 201717:00 | Łotwa                                                      | 82:73(24:25, 18:16, 22:22, 18:10) | Szwecja                                                                           | Arēna Rīga, Ryga Sędzia: Nicolas Maestre ( FRA), Alexey Davydov ( RUS), Tanel Suslov ( EST) |
| 26 listopada 201717:00 | Pkt:Peiners 18 Zb:Pasečņiks, Šmits po 6 każdy As:Peiners 8 | 82:73(24:25, 18:16, 22:22, 18:10) | Pkt:Borg, Czerapowicz po 14 każdy Zb:Spires 6 As:Czerapowicz, Håkanson po 4 każdy | Arēna Rīga, Ryga Sędzia: Nicolas Maestre ( FRA), Alexey Davydov ( RUS), Tanel Suslov ( EST) |

| 26 listopada 201718:00 | Ukraina                                 | 60:67(12:16, 16:11, 15:15, 17:25) | Turcja                              | Pałac Sportu, Kijów Widzów: 6300 Sędzia: Antonio Conde ( ESP), Lorenzo Baldini ( ITA), Erez Gurion ( ISR) |
| 26 listopada 201718:00 | Pkt:Hładyr 20 Zb:Hładyr 7 As:Łukaszow 5 | 60:67(12:16, 16:11, 15:15, 17:25) | Pkt:Geçim 15 Zb:Birsen 6 As:Ermiş 8 | Pałac Sportu, Kijów Widzów: 6300 Sędzia: Antonio Conde ( ESP), Lorenzo Baldini ( ITA), Erez Gurion ( ISR) |

| 23 lutego 201819:00 | Szwecja                                        | 59:58(15:13, 14:16, 21:10, 9:19) | Turcja                                        | Hovet, Sztokholm Widzów: 8045 Sędzia: Vicente Bultó ( ESP), Oskars Lucis ( LAT), Ciprian Stoica ( ROU) |
| 23 lutego 201819:00 | Pkt:Spires 16 Zb:V. Gaddefors 12 As:Massamba 4 | 59:58(15:13, 14:16, 21:10, 9:19) | Pkt:Mahmutoğlu 12 Zb:Muhammed 6 As:Muhammed 6 | Hovet, Sztokholm Widzów: 8045 Sędzia: Vicente Bultó ( ESP), Oskars Lucis ( LAT), Ciprian Stoica ( ROU) |

| 23 lutego 201819:30 | Łotwa                                                 | 68:82(13:24, 17:16, 22:19, 16:23) | Ukraina                                  | Arēna Rīga, Ryga Widzów: 6500 Sędzia: Marek Maliszewski ( POL), Anastasios Manos ( GRE), Saša Maričić ( SRB) |
| 23 lutego 201819:30 | Pkt:Blūms 24 Zb:Meiers, Peiners po 6 każdy As:Blūms 7 | 68:82(13:24, 17:16, 22:19, 16:23) | Pkt:Krawcow 22 Zb:Krawcow 13 As:Koniew 6 | Arēna Rīga, Ryga Widzów: 6500 Sędzia: Marek Maliszewski ( POL), Anastasios Manos ( GRE), Saša Maričić ( SRB) |

| 26 lutego 201819:00 | Ukraina                               | 77:66(26:25, 25:7, 9:12, 17:22) | Szwecja                                  | Pałac Sportu, Kijów Widzów: 6500 Sędzia: Ademir Zurapović ( BIH), Zdenko Tomašovič ( SVK), Jasmina Juras ( SRB) |
| 26 lutego 201819:00 | Pkt:Zajcew 13 Zb:Krawcow 7 As:Jeter 6 | 77:66(26:25, 25:7, 9:12, 17:22) | Pkt:Massamba 13 Zb:Birgander 5 As:Borg 3 | Pałac Sportu, Kijów Widzów: 6500 Sędzia: Ademir Zurapović ( BIH), Zdenko Tomašovič ( SVK), Jasmina Juras ( SRB) |

| 26 lutego 201819:30 | Łotwa                                                                | 79:70(14:21, 18:15, 25:18, 22:16) | Turcja                                                        | Arēna Rīga, Ryga Widzów: 6000 Sędzia: Marius Ciulin ( ROU), Fernando Calatrava ( ESP), Michał Proc ( POL) |
| 26 lutego 201819:30 | Pkt:Meiers, Šmits po 13 każdy Zb:Meiers, Šmits po 7 każdy As:Blūms 6 | 79:70(14:21, 18:15, 25:18, 22:16) | Pkt:Muhammed 23 Zb:Aldemir 13 As:trzech zawodników po 3 każdy | Arēna Rīga, Ryga Widzów: 6000 Sędzia: Marius Ciulin ( ROU), Fernando Calatrava ( ESP), Michał Proc ( POL) |

| 28 czerwca 201818:30 | Szwecja                                         | 72:82(16:16, 26:31, 8:13, 22:22) | Łotwa                                      | Hovet, Sztokholm Widzów: 4120 Sędzia: Petar Obradović ( BIH), Alexey Davydov ( RUS), Saša Maričić ( SRB) |
| 28 czerwca 201818:30 | Pkt:Håkanson 15 Zb:Czerapowicz 11 As:Håkanson 6 | 72:82(16:16, 26:31, 8:13, 22:22) | Pkt:Strēlnieks 27 Zb:Siliņš 5 As:Peiners 4 | Hovet, Sztokholm Widzów: 4120 Sędzia: Petar Obradović ( BIH), Alexey Davydov ( RUS), Saša Maričić ( SRB) |

| 28 czerwca 201820:00 | Turcja                                                                         | 80:66(15:28, 36:12, 10:11, 19:15) | Ukraina                               | Tofaş Nilüfer Spor Salonu, Bursa Sędzia: Aleksandar Glišić ( SRB), Aleksandar Milojević ( MKD), Tomislav Vovk ( CRO) |
| 28 czerwca 201820:00 | Pkt:Korkmaz 21 Zb:czterech zawodników po 5 każdy As:Erden, Wilbekin po 4 każdy | 80:66(15:28, 36:12, 10:11, 19:15) | Pkt:Hładyr 17 Zb:Krawcow 5 As:Jeter 4 | Tofaş Nilüfer Spor Salonu, Bursa Sędzia: Aleksandar Glišić ( SRB), Aleksandar Milojević ( MKD), Tomislav Vovk ( CRO) |

| 1 lipca 201816:00 | Ukraina                                   | 71:93(12:16, 22:25, 18:32, 19:20) | Łotwa                                         | Pałac Sportu, Kijów Widzów: 5200 Sędzia: Gintaras Vitkauskas ( LTU), Haris Bijedić ( BIH), Sebastien Clivaz ( SUI) |
| 1 lipca 201816:00 | Pkt:Krawcow 15 Zb:Krawcow 8 As:Łukaszow 6 | 71:93(12:16, 22:25, 18:32, 19:20) | Pkt:Strēlnieks 26 Zb:Meiers 7 As:Strēlnieks 9 | Pałac Sportu, Kijów Widzów: 5200 Sędzia: Gintaras Vitkauskas ( LTU), Haris Bijedić ( BIH), Sebastien Clivaz ( SUI) |

| 1 lipca 201820:00 | Turcja                                 | 77:52(17:15, 22:10, 25:16, 13:11) | Szwecja                                         | Anadolu Üniversitesi Sport Hall, Eskişehir Sędzia: Saverio Lanzarini ( ITA), Nicolas Maestre ( FRA), Ivor Matejek ( CZE) |
| 1 lipca 201820:00 | Pkt:Korkmaz 23 Zb:Osman 11 As:Balbay 5 | 77:52(17:15, 22:10, 25:16, 13:11) | Pkt:Czerapowicz 21 Zb:Birgander 8 As:Massamba 4 | Anadolu Üniversitesi Sport Hall, Eskişehir Sędzia: Saverio Lanzarini ( ITA), Nicolas Maestre ( FRA), Ivor Matejek ( CZE) |

Godziny meczów podane zostały według czasów lokalnych.

### Grupa C

#### Tabela
| Poz. | Reprezentacja | Pkt | Mecze | Mecze | Mecze | Punkty | Punkty | Punkty | Bilans bezpośrednich meczów |
| Poz. | Reprezentacja | Pkt | M     | Z     | P     | zdob.  | str.   | bilans | Bilans bezpośrednich meczów |
| ---- | ------------- | --- | ----- | ----- | ----- | ------ | ------ | ------ | --------------------------- |
| 1    | Litwa         | 12  | 6     | 6     | 0     | 512    | 352    | +160   | -                           |
| 2    | Polska        | 9   | 6     | 3     | 3     | 436    | 410    | +26    | 1-1, +3                     |
| 3    | Węgry         | 9   | 6     | 3     | 3     | 414    | 421    | -7     | 1-1, -3                     |
| 4    | Kosowo        | 6   | 6     | 0     | 6     | 384    | 563    | -179   | -                           |

     awans do drugiej rundy kwalifikacyjnej

#### Wyniki
| 24 listopada 201718:15 | Polska                                               | 70:60(14:16, 8:13, 17:11, 31:20) | Węgry                                                 | Łuczniczka, Bydgoszcz Widzów: 4200 Sędzia: Apostolos Kalpakas ( SWE), Mārtiņš Kozlovskis ( LAT), Marek Kúkelčík ( SVK) |
| 24 listopada 201718:15 | Pkt:Mat. Ponitka 17 Zb:Mat. Ponitka 7 As:Łączyński 6 | 70:60(14:16, 8:13, 17:11, 31:20) | Pkt:Perl 18 Zb:Vojvoda 7 As:Ruják, Vojvoda po 3 każdy | Łuczniczka, Bydgoszcz Widzów: 4200 Sędzia: Apostolos Kalpakas ( SWE), Mārtiņš Kozlovskis ( LAT), Marek Kúkelčík ( SVK) |

| 24 listopada 201719:00 | Kosowo                                                      | 61:99(21:20, 14:15, 12:25, 14:39) | Litwa                                           | Pałac Młodzieży i Sportu, Prisztina Widzów: 2200 Sędzia: Luis Castillo ( ESP), Boris Krejič ( SLO), Ventsislav Velikov ( BUL) |
| 24 listopada 201719:00 | Pkt:Berisha 19 Zb:trzech zawodników po 4 każdy As:Berisha 5 | 61:99(21:20, 14:15, 12:25, 14:39) | Pkt:Juškevičius 16 Zb:Gailius 8 As:Girdžiūnas 7 | Pałac Młodzieży i Sportu, Prisztina Widzów: 2200 Sędzia: Luis Castillo ( ESP), Boris Krejič ( SLO), Ventsislav Velikov ( BUL) |

| 26 listopada 201718:30 | Litwa                                                                                 | 75:55(13:17, 25:8, 18:14, 19:16) | Polska                                                               | Švyturys Arena, Kłajpeda Widzów: 5200 Sędzia: Andris Aunkrogers ( LAT), Martin Horozov ( BUL), Arnis Ozols ( LAT) |
| 26 listopada 201718:30 | Pkt:Bendžius 18 Zb:trzech zawodników po 7 każdy As:Girdžiūnas, Juškevičius po 3 każdy | 75:55(13:17, 25:8, 18:14, 19:16) | Pkt:Koszarek 12 Zb:Wojciechowski 7 As:Koszarek, Łączyński po 3 każdy | Švyturys Arena, Kłajpeda Widzów: 5200 Sędzia: Andris Aunkrogers ( LAT), Martin Horozov ( BUL), Arnis Ozols ( LAT) |

| 26 listopada 201719:00 | Węgry                                                       | 84:76(20:21, 15:15, 24:15, 25:25) | Kosowo                                                      | Főnix Hall, Debreczyn Widzów: 5145 Sędzia: Ademir Zurapović ( BIH), Anastasios Pilosdis ( GRE), Andrei Sharapa ( BLR) |
| 26 listopada 201719:00 | Pkt:Vojvoda, Wittmann po 20 każdy Zb:Allen 10 As:Wittmann 6 | 84:76(20:21, 15:15, 24:15, 25:25) | Pkt:Berisha 22 Zb:Shoshi 11 As:Bamforth, Berisha po 4 każdy | Főnix Hall, Debreczyn Widzów: 5145 Sędzia: Ademir Zurapović ( BIH), Anastasios Pilosdis ( GRE), Andrei Sharapa ( BLR) |

| 23 lutego 201819:00 | Polska                                                         | 90:62(20:12, 28:14, 26:19, 16:17) | Kosowo                                 | Hala Mistrzów, Włocławek Widzów: 3421 Sędzia: Zafer Yılmaz ( TUR), Ivor Matejek ( CZE), Özlem Yalman ( TUR) |
| 23 lutego 201819:00 | Pkt:Gruszecki 18 Zb:Cel, Mat. Ponitka po 7 każdy As:Koszarek 5 | 90:62(20:12, 28:14, 26:19, 16:17) | Pkt:Berisha 23 Zb:Jones 9 As:Berisha 4 | Hala Mistrzów, Włocławek Widzów: 3421 Sędzia: Zafer Yılmaz ( TUR), Ivor Matejek ( CZE), Özlem Yalman ( TUR) |

| 23 lutego 201819:45 | Litwa                                       | 80:75(19:19, 22:18, 16:16, 23:22) | Węgry                             | Švyturys Arena, Kłajpeda Widzów: 3800 Sędzia: Sergiy Zashchuk ( UKR), Pavel Fuška ( SVK), Zdravko Rutešić ( MNE) |
| 23 lutego 201819:45 | Pkt:Grigonis 13 Zb:Kairys 7 As:Janavičius 5 | 80:75(19:19, 22:18, 16:16, 23:22) | Pkt:Allen 17 Zb:Perl 7 As:Ruják 5 | Švyturys Arena, Kłajpeda Widzów: 3800 Sędzia: Sergiy Zashchuk ( UKR), Pavel Fuška ( SVK), Zdravko Rutešić ( MNE) |

| 26 lutego 201819:30 | Litwa                                        | 106:50(28:19, 20:8, 26:12, 32:11) | Kosowo                             | Švyturys Arena, Kłajpeda Widzów: 2500 Sędzia: Apostolos Kalpakas ( GRE), Marek Kúkelčík ( SVK), Paulo Marques ( POR) |
| 26 lutego 201819:30 | Pkt:Bendžius 22 Zb:Echodas 8 As:Girdžiūnas 9 | 106:50(28:19, 20:8, 26:12, 32:11) | Pkt:Jones 23 Zb:Jones 6 As:Mekaj 4 | Švyturys Arena, Kłajpeda Widzów: 2500 Sędzia: Apostolos Kalpakas ( GRE), Marek Kúkelčík ( SVK), Paulo Marques ( POR) |

| 26 lutego 201820:00 | Węgry                                             | 64:57(12:14, 20:18, 24:12, 8:13) | Polska                                                                  | Arena Savaria, Szombathely Widzów: 3200 Sędzia: Aleksandar Glišić ( SRB), Tomislav Vovk ( CRO), Alexey Davydov ( RUS) |
| 26 lutego 201820:00 | Pkt:Perl 16 Zb:Allen 5 As:Govens, Perl po 3 każdy | 64:57(12:14, 20:18, 24:12, 8:13) | Pkt:Mat. Ponitka 20 Zb:Mat. Ponitka 7 As:Karnowski, Koszarek po 3 każdy | Arena Savaria, Szombathely Widzów: 3200 Sędzia: Aleksandar Glišić ( SRB), Tomislav Vovk ( CRO), Alexey Davydov ( RUS) |

| 28 czerwca 201819:00 | Polska                                                                                | 61:79(17:14, 8:22, 22:17, 14:26) | Litwa                                                            | Ergo Arena, Gdańsk Widzów: 4543 Sędzia: Ademir Zurapović ( BIH), Borys Shulga ( UKR), Arnis Ozols ( LAT) |
| 28 czerwca 201819:00 | Pkt:Mat. Ponitka 16 Zb:Mat. Ponitka, Waczyński 5 As:Koszarek, Mat. Ponitka po 4 każdy | 61:79(17:14, 8:22, 22:17, 14:26) | Pkt:Sabonis 17 Zb:Sabonis, Valančiūnas po 7 każdy As:Kalnietis 9 | Ergo Arena, Gdańsk Widzów: 4543 Sędzia: Ademir Zurapović ( BIH), Borys Shulga ( UKR), Arnis Ozols ( LAT) |

| 28 czerwca 201820:30 | Kosowo                                  | 65:81(19:29, 20:10, 13:18, 13:24) | Węgry                                        | Pałac Młodzieży i Sportu, Prisztina Widzów: 850 Sędzia: Nicolas Maestre ( FRA), Sergiy Zashchuk ( UKR), Petr Hrůša ( CZE) |
| 28 czerwca 201820:30 | Pkt:Berisha 17 Zb:Grosha 6 As:Berisha 9 | 65:81(19:29, 20:10, 13:18, 13:24) | Pkt:Vojvoda 17 Zb:Eilingsfeld 8 As:Vojvoda 6 | Pałac Młodzieży i Sportu, Prisztina Widzów: 850 Sędzia: Nicolas Maestre ( FRA), Sergiy Zashchuk ( UKR), Petr Hrůša ( CZE) |

| 1 lipca 201820:00 | Węgry                               | 50:73(14:19, 10:18, 13:18, 13:18) | Litwa                                            | Tüskecsarnok, Budapeszt Widzów: 2800 Sędzia: Vicente Bulto ( ESP), Markos Michaelides ( SUI), Yohan Rosso ( FRA) |
| 1 lipca 201820:00 | Pkt:Keller 12 Zb:Allen 7 As:Ruják 4 | 50:73(14:19, 10:18, 13:18, 13:18) | Pkt:Valančiūnas 15 Zb:Gudaitis 13 As:Kalnietis 5 | Tüskecsarnok, Budapeszt Widzów: 2800 Sędzia: Vicente Bulto ( ESP), Markos Michaelides ( SUI), Yohan Rosso ( FRA) |

| 1 lipca 201820:30 | Kosowo                                   | 70:103(23:30, 11:27, 25:23, 11:23) | Polska                                      | Pałac Młodzieży i Sportu, Prisztina Widzów: 250 Sędzia: Zafer Yılmaz ( TUR), Radomir Vojinović ( MNE), Erez Gurion ( ISR) |
| 1 lipca 201820:30 | Pkt:Kastrati 21 Zb:Kapiti 7 As:Berisha 6 | 70:103(23:30, 11:27, 25:23, 11:23) | Pkt:Gruszecki 21 Zb:Lampe 10 As:Koszarek 11 | Pałac Młodzieży i Sportu, Prisztina Widzów: 250 Sędzia: Zafer Yılmaz ( TUR), Radomir Vojinović ( MNE), Erez Gurion ( ISR) |

Godziny meczów podane zostały według czasów lokalnych.

### Grupa D

#### Tabela
| Poz. | Reprezentacja | Pkt | Mecze | Mecze | Mecze | Punkty | Punkty | Punkty | Bilans bezpośrednich meczów |
| Poz. | Reprezentacja | Pkt | M     | Z     | P     | zdob.  | str.   | bilans | Bilans bezpośrednich meczów |
| ---- | ------------- | --- | ----- | ----- | ----- | ------ | ------ | ------ | --------------------------- |
| 1    | Włochy        | 10  | 6     | 4     | 2     | 474    | 405    | +69    | -                           |
| 2    | Holandia      | 9   | 6     | 3     | 3     | 434    | 416    | +18    | 1-1, +3                     |
| 3    | Chorwacja     | 9   | 6     | 3     | 3     | 431    | 419    | +12    | 1-1, -3                     |
| 4    | Rumunia       | 8   | 6     | 2     | 4     | 368    | 467    | -99    | -                           |

     awans do drugiej rundy kwalifikacyjnej

#### Wyniki
| 24 listopada 201720:00 | Holandia                              | 68:61(18:13, 15:18, 17:17, 18:13) | Chorwacja                            | Topsportcentrum, Almere Widzów: 3008 Sędzia: Antonio Conde ( ESP), Andris Aunkrogers ( LAT), Markos Michaelides ( SUI) |
| 24 listopada 201720:00 | Pkt:Franke 24 Zb:de Jong 6 As:Norel 3 | 68:61(18:13, 15:18, 17:17, 18:13) | Pkt:Šakić 24 Zb:Ramljak 8 As:Katić 4 | Topsportcentrum, Almere Widzów: 3008 Sędzia: Antonio Conde ( ESP), Andris Aunkrogers ( LAT), Markos Michaelides ( SUI) |

| 24 listopada 201720:15 | Włochy                                                                          | 75:70(26:15, 16:13, 17:15, 16:27) | Rumunia                           | PalaRuffini, Turyn Widzów: 5000 Sędzia: Nicolas Maestre ( FRA), Haris Bijedić ( BIH), Uroš Nikolić ( SRB) |
| 24 listopada 201720:15 | Pkt:Aradori, Della Valle po 16 każdy Zb:Biligha, Gentile po 6 każdy As:Filloy 4 | 75:70(26:15, 16:13, 17:15, 16:27) | Pkt:Cățe 16 Zb:Cățe 8 As:Watson 5 | PalaRuffini, Turyn Widzów: 5000 Sędzia: Nicolas Maestre ( FRA), Haris Bijedić ( BIH), Uroš Nikolić ( SRB) |

| 26 listopada 201718:00 | Chorwacja                                 | 64:80(23:15, 9:20, 15:25, 17:20) | Włochy                                                      | Hala im. Drażena Petrovicia, Zagrzeb Widzów: 5000 Sędzia: Vicente Bultó ( ESP), Panagiotis Anastopoulos ( GRE), Yener Yılmaz ( TUR) |
| 26 listopada 201718:00 | Pkt:Planinić 20 Zb:Planinić 10 As:Mavra 4 | 64:80(23:15, 9:20, 15:25, 17:20) | Pkt:Della Valle 25 Zb:Abass, Gentile po 5 każdy As:Filloy 4 | Hala im. Drażena Petrovicia, Zagrzeb Widzów: 5000 Sędzia: Vicente Bultó ( ESP), Panagiotis Anastopoulos ( GRE), Yener Yılmaz ( TUR) |

| 26 listopada 201719:00 | Rumunia                            | 75:68(16:15, 18:12, 20:19, 21:22) | Holandia                                                 | BT Arena, Kluż-Napoka Widzów: 5363 Sędzia: Zafer Yılmaz ( TUR), Jasmina Juras ( SRB), Aleksandar Milojević ( MKD) |
| 26 listopada 201719:00 | Pkt:Torok 13 Zb:Cățe 8 As:Watson 6 | 75:68(16:15, 18:12, 20:19, 21:22) | Pkt:Franke 14 Zb:Norel 7 As:trzech zawodników po 2 każdy | BT Arena, Kluż-Napoka Widzów: 5363 Sędzia: Zafer Yılmaz ( TUR), Jasmina Juras ( SRB), Aleksandar Milojević ( MKD) |

| 23 lutego 201818:00 | Chorwacja                             | 56:58(16:16, 12:5, 10:16, 18:21) | Rumunia                              | Hala im. Krešimira Ćosicia, Zadar Sędzia: Georgios Poursanidis ( GRE), Gintaras Vitkauskas ( LTU), Alexey Davydov ( RUS) |
| 23 lutego 201818:00 | Pkt:Perić 19 Zb:Perić 12 As:Krušlin 3 | 56:58(16:16, 12:5, 10:16, 18:21) | Pkt:Kuti 16 Zb:Cățe 14 As:Mandache 5 | Hala im. Krešimira Ćosicia, Zadar Sędzia: Georgios Poursanidis ( GRE), Gintaras Vitkauskas ( LTU), Alexey Davydov ( RUS) |

| 23 lutego 201820:15 | Włochy                                    | 80:62(26:13, 19:21, 18:14, 17:14) | Holandia                                   | Palaverde, Treviso Widzów: 5300 Sędzia: Tanel Suslov ( EST), Luis Castillo ( ESP), Sébastien Clivaz ( SUI) |
| 23 lutego 201820:15 | Pkt:Della Valle 22 Zb:Burns 7 As:Filloy 6 | 80:62(26:13, 19:21, 18:14, 17:14) | Pkt:Schaftenaar 17 Zb:Kloof 9 As:de Jong 4 | Palaverde, Treviso Widzów: 5300 Sędzia: Tanel Suslov ( EST), Luis Castillo ( ESP), Sébastien Clivaz ( SUI) |

| 26 lutego 201819:00 | Rumunia                                            | 50:101(12:35, 13:12, 11:29, 14:25) | Włochy                                    | BT Arena, Kluż-Napoka Widzów: 5370 Sędzia: Antonio Conde ( ESP), Marko Vladic ( AUT), Sergiy Chebyshev ( UKR) |
| 26 lutego 201819:00 | Pkt:Cățe 15 Zb:Cățe 9 As:Kuti, Mandache po 4 każdy | 50:101(12:35, 13:12, 11:29, 14:25) | Pkt:Della Valle 29 Zb:Burns 8 As:Filloy 6 | BT Arena, Kluż-Napoka Widzów: 5370 Sędzia: Antonio Conde ( ESP), Marko Vladic ( AUT), Sergiy Chebyshev ( UKR) |

| 26 lutego 201820:00 | Chorwacja                              | 82:78(25:13, 19:21, 15:26, 23:18) | Holandia                                    | Hala im. Krešimira Ćosicia, Zadar Sędzia: Marek Ćmikiewicz ( POL), Mārtiņš Kozlovskis ( LAT), Gentian Cici ( ALB) |
| 26 lutego 201820:00 | Pkt:Šakić 22 Zb:Krušlin 7 As:Krušlin 6 | 82:78(25:13, 19:21, 15:26, 23:18) | Pkt:Van der Mars 20 Zb:Hammink 7 As:Kloof 6 | Hala im. Krešimira Ćosicia, Zadar Sędzia: Marek Ćmikiewicz ( POL), Mārtiņš Kozlovskis ( LAT), Gentian Cici ( ALB) |

| 28 czerwca 201820:00 | Holandia                              | 77:52(22:12, 11:12, 23:15, 21:13) | Rumunia                            | MartiniPlaza, Groningen Sędzia: Oskars Lucis ( LAT), Haris Bijedić ( BIH), Erez Gurion ( ISR) |
| 28 czerwca 201820:00 | Pkt:Franke 18 Zb:de Jong 7 As:Kloof 6 | 77:52(22:12, 11:12, 23:15, 21:13) | Pkt:Cățe 16 Zb:Cățe 10 As:Watson 4 | MartiniPlaza, Groningen Sędzia: Oskars Lucis ( LAT), Haris Bijedić ( BIH), Erez Gurion ( ISR) |

| 28 czerwca 201820:45 | Włochy                                                | 72:78(24:21, 15:20, 13:24, 20:13) | Chorwacja                                    | Palazzo dello sport Cesare Rubini, Triest Widzów: 5500 Sędzia: Vicente Bultó ( ESP), Tanel Suslov ( EST), Georgios Poursanidis ( GRE) |
| 28 czerwca 201820:45 | Pkt:Aradori 15 Zb:Burns 6 As:Burns, Vitali po 3 każdy | 72:78(24:21, 15:20, 13:24, 20:13) | Pkt:Bogdanović 26 Zb:Šarić 9 As:Bogdanović 6 | Palazzo dello sport Cesare Rubini, Triest Widzów: 5500 Sędzia: Vicente Bultó ( ESP), Tanel Suslov ( EST), Georgios Poursanidis ( GRE) |

| 1 lipca 201818:00 | Holandia                             | 81:66(19:15, 19:15, 20:19, 23:17) | Włochy                                                 | MartiniPlaza, Groningen Sędzia: Sergiy Zashchuk ( UKR), Arnis Ozols ( LAT), Zdravko Rutešić ( MNE) |
| 1 lipca 201818:00 | Pkt:Kloof 21 Zb:Hammink 8 As:Kloof 3 | 81:66(19:15, 19:15, 20:19, 23:17) | Pkt:Abass 18 Zb:Abass, Sacchetti po 5 każdy As:Burns 2 | MartiniPlaza, Groningen Sędzia: Sergiy Zashchuk ( UKR), Arnis Ozols ( LAT), Zdravko Rutešić ( MNE) |

| 1 lipca 201819:00 | Rumunia                              | 63:90(18:19, 13:25, 16:25, 16:21) | Chorwacja                                                | BT Arena, Kluż-Napoka Widzów: 1575 Sędzia: Panagiotis Anastopoulos ( GRE), Anastasios Piloidis ( GRE), Yener Yılmaz ( TUR) |
| 1 lipca 201819:00 | Pkt:Watson 20 Zb:Cățe 12 As:Watson 8 | 63:90(18:19, 13:25, 16:25, 16:21) | Pkt:Šarić 22 Zb:Šarić 12 As:Bogdanović, Šarić po 5 każdy | BT Arena, Kluż-Napoka Widzów: 1575 Sędzia: Panagiotis Anastopoulos ( GRE), Anastasios Piloidis ( GRE), Yener Yılmaz ( TUR) |

Godziny meczów podane zostały według czasów lokalnych.

### Grupa E

#### Tabela
| Poz. | Reprezentacja        | Pkt | Mecze | Mecze | Mecze | Punkty | Punkty | Punkty | Bilans bezpośrednich meczów |
| Poz. | Reprezentacja        | Pkt | M     | Z     | P     | zdob.  | str.   | bilans | Bilans bezpośrednich meczów |
| ---- | -------------------- | --- | ----- | ----- | ----- | ------ | ------ | ------ | --------------------------- |
| 1    | Francja              | 12  | 6     | 6     | 0     | 479    | 377    | +102   | -                           |
| 2    | Rosja                | 9   | 6     | 3     | 3     | 458    | 428    | +30    | -                           |
| 3    | Bośnia i Hercegowina | 8   | 6     | 2     | 4     | 400    | 481    | -81    | -                           |
| 4    | Belgia               | 7   | 6     | 1     | 5     | 392    | 443    | -51    | -                           |

     awans do drugiej rundy kwalifikacyjnej

#### Wyniki
| 24 listopada 201718:45 | Bośnia i Hercegowina                            | 81:76(20:21, 18:17, 22:18, 21:20) | Rosja                                    | Mirza Delibašić Hall, Sarajewo Widzów: 4500 Sędzia: Saverio Lanzarini ( ITA), Gentian Cici ( ALB), Ciprian Stoica ( ROU) |
| 24 listopada 201718:45 | Pkt:Musa 18 Zb:Atić, Musa po 7 każdy As:Gegić 4 | 81:76(20:21, 18:17, 22:18, 21:20) | Pkt:Fridzon 25 Zb:Antonow 7 As:Kułagin 6 | Mirza Delibašić Hall, Sarajewo Widzów: 4500 Sędzia: Saverio Lanzarini ( ITA), Gentian Cici ( ALB), Ciprian Stoica ( ROU) |

| 24 listopada 201720:30 | Belgia                                                       | 59:70(15:13, 23:12, 8:23, 13:22) | Francja                               | Lotto Arena, Antwerpia Widzów: 3124 Sędzia: Vicente Bultó ( ESP), Tanel Suslov ( EST), Radomir Vojinović ( MNE) |
| 24 listopada 201720:30 | Pkt:Obasohan 16 Zb:Vanwijn 7 As:Obasohan, Vanwijn po 3 każdy | 59:70(15:13, 23:12, 8:23, 13:22) | Pkt:Jackson 14 Zb:Fall 6 As:Lacombe 4 | Lotto Arena, Antwerpia Widzów: 3124 Sędzia: Vicente Bultó ( ESP), Tanel Suslov ( EST), Radomir Vojinović ( MNE) |

| 27 listopada 201717:00 | Rosja                                      | 76:69(16:23, 20:13, 26:11, 14:22) | Belgia                                                    | Pałac Sportowy Związków Zawodowych, Niżny Nowogród Widzów: 3236 Sędzia: Apostolos Kalpakas ( SWE), Saša Maričić ( SRB), Zdravko Rutešić ( MNE) |
| 27 listopada 201717:00 | Pkt:Karasiow 14 Zb:Karasiow 6 As:Kułagin 9 | 76:69(16:23, 20:13, 26:11, 14:22) | Pkt:Salumu 17 Zb:Vanwijn 8 As:Gillet, Obasohan po 3 każdy | Pałac Sportowy Związków Zawodowych, Niżny Nowogród Widzów: 3236 Sędzia: Apostolos Kalpakas ( SWE), Saša Maričić ( SRB), Zdravko Rutešić ( MNE) |

| 27 listopada 201720:45 | Francja                                | 84:65(19:12, 20:22, 22:15, 23:16) | Bośnia i Hercegowina                                         | Kindarena, Rouen Widzów: 5069 Sędzia: Georgios Poursanidis ( GRE), Fernando Calatrava ( ESP), Wojciech Liszka ( POL) |
| 27 listopada 201720:45 | Pkt:Labeyrie 13 Zb:Jackson 8 As:Diaw 6 | 84:65(19:12, 20:22, 22:15, 23:16) | Pkt:Gordić 16 Zb:Kikanović 5 As:trzech zawodników po 3 każdy | Kindarena, Rouen Widzów: 5069 Sędzia: Georgios Poursanidis ( GRE), Fernando Calatrava ( ESP), Wojciech Liszka ( POL) |

| 23 lutego 201820:00 | Bośnia i Hercegowina                     | 72:70(17:17, 17:11, 11:23, 27:19) | Belgia                                               | Mirza Delibašić Hall, Sarajewo Sędzia: Panagiotis Anastopoulos ( GRE), Andris Aunkrogers ( LAT), Martin Horozov ( BUL) |
| 23 lutego 201820:00 | Pkt:Gordić 17 Zb:Halilović 8 As:Gordić 5 | 72:70(17:17, 17:11, 11:23, 27:19) | Pkt:Serron 19 Zb:Tumba, Vanwijn po 9 każdy As:Tabu 6 | Mirza Delibašić Hall, Sarajewo Sędzia: Panagiotis Anastopoulos ( GRE), Andris Aunkrogers ( LAT), Martin Horozov ( BUL) |

| 23 lutego 201820:45 | Francja                             | 75:74 (pd.)(12:12, 16:17, 15:12, 18:20, dogr. 14:13) | Rosja                                   | Rhénus Sport, Strasburg Widzów: 5823 Sędzia: Antonio Conde ( ESP), Boris Krejič ( SLO), Tolga Sahin ( ITA) |
| 23 lutego 201820:45 | Pkt:Diaw 23 Zb:Kahudi 8 As:Albicy 9 | 75:74 (pd.)(12:12, 16:17, 15:12, 18:20, dogr. 14:13) | Pkt:Kułagin 17 Zb:Zubkow 8 As:Kułagin 4 | Rhénus Sport, Strasburg Widzów: 5823 Sędzia: Antonio Conde ( ESP), Boris Krejič ( SLO), Tolga Sahin ( ITA) |

| 25 lutego 201815:00 | Francja                                  | 64:49(15:14, 15:18, 15:7, 19:10) | Belgia                                                   | Palais des Sports Jean Weille, Nancy Sędzia: Srđan Dožai ( CRO), Markos Michaelides ( SUI), Yener Yılmaz ( TUR) |
| 25 lutego 201815:00 | Pkt:Fall 23 Zb:Invernizzi 8 As:Lacombe 5 | 64:49(15:14, 15:18, 15:7, 19:10) | Pkt:Gillet 12 Zb:Serron 8 As:Obasohan, Salumu po 4 każdy | Palais des Sports Jean Weille, Nancy Sędzia: Srđan Dožai ( CRO), Markos Michaelides ( SUI), Yener Yılmaz ( TUR) |

| 25 lutego 201819:00 | Rosja                                     | 70:53(15:16, 21:16, 21:6, 13:15) | Bośnia i Hercegowina                        | Universal Sports Palace Molot, Perm Widzów: 7457 Sędzia: Vicente Bultó ( ESP), Tomas Jasevičius ( LTU), Anastasios Piloidis ( GRE) |
| 25 lutego 201819:00 | Pkt:Fridzon 16 Zb:Fridzon 8 As:Chwostow 7 | 70:53(15:16, 21:16, 21:6, 13:15) | Pkt:Musa 26 Zb:Stipanović 8 As:Stipanović 3 | Universal Sports Palace Molot, Perm Widzów: 7457 Sędzia: Vicente Bultó ( ESP), Tomas Jasevičius ( LTU), Anastasios Piloidis ( GRE) |

| 29 czerwca 201820:30 | Belgia                                                            | 66:84(23:20, 24:25, 14:22, 5:17) | Rosja                                                                         | Lotto Arena, Antwerpia Widzów: 2560 Sędzia: Tolga Sahin ( ITA), Anastasios Manos ( GRE), Dariusz Zapolski ( POL) |
| 29 czerwca 201820:30 | Pkt:Boukichou, Van Rossom po 15 każdy Zb:Gillet 8 As:Van Rossom 6 | 66:84(23:20, 24:25, 14:22, 5:17) | Pkt:Chwostow, Mozgow po 14 każdy Zb:Kurbanow, Mozgow po 6 każdy As:Kurbanow 4 | Lotto Arena, Antwerpia Widzów: 2560 Sędzia: Tolga Sahin ( ITA), Anastasios Manos ( GRE), Dariusz Zapolski ( POL) |

| 29 czerwca 201820:30 | Bośnia i Hercegowina                    | 52:102(12:23, 10:21, 14:29, 16:29) | Francja                                                                  | Dvorana Mejdan, Tuzla Sędzia: Manuel Mazzoni ( ITA), Sergiy Zashchuk ( UKR), Fernando Calatrava ( ESP) |
| 29 czerwca 201820:30 | Pkt:Vrabac 10 Zb:Vrabac 4 As:Hasandić 5 | 52:102(12:23, 10:21, 14:29, 16:29) | Pkt:Gobert, Poirier po 16 każdy Zb:Gobert, Poirier po 6 każdy As:Batum 8 | Dvorana Mejdan, Tuzla Sędzia: Manuel Mazzoni ( ITA), Sergiy Zashchuk ( UKR), Fernando Calatrava ( ESP) |

| 2 lipca 201819:00 | Rosja                                                       | 78:84(22:22, 20:22, 17:22, 19:18) | Francja                                                  | Basket-Hall, Krasnodar Widzów: 7200 Sędzia: Aleksandar Glišić ( SRB), Antonio Conde ( ESP), Sasa Maričić ( SRB) |
| 2 lipca 201819:00 | Pkt:Chwostow 24 Zb:Fridzon, Zubkow po 8 każdy As:Chwostow 6 | 78:84(22:22, 20:22, 17:22, 19:18) | Pkt:De Colo, Fournier po 15 każdy Zb:Fall 5 As:Heurtel 5 | Basket-Hall, Krasnodar Widzów: 7200 Sędzia: Aleksandar Glišić ( SRB), Antonio Conde ( ESP), Sasa Maričić ( SRB) |

| 2 lipca 201820:30 | Belgia                                                          | 79:77(19:18, 20:19, 23:18, 17:22) | Bośnia i Hercegowina                                      | Lotto Arena, Antwerpia Sędzia: Borys Shulga ( UKR), Gentian Cici ( ALB), Michał Proc ( POL) |
| 2 lipca 201820:30 | Pkt:Kesteloot, Van Rossom po 20 każdy Zb:Boukichou 10 As:Tabu 4 | 79:77(19:18, 20:19, 23:18, 17:22) | Pkt:Kikanović 24 Zb:Kikanović 6 As:Atić, Gegić po 4 każdy | Lotto Arena, Antwerpia Sędzia: Borys Shulga ( UKR), Gentian Cici ( ALB), Michał Proc ( POL) |

Godziny meczów podane zostały według czasów lokalnych.

### Grupa F

#### Tabela
| Poz. | Reprezentacja | Pkt | Mecze | Mecze | Mecze | Punkty | Punkty | Punkty | Bilans bezpośrednich meczów |
| Poz. | Reprezentacja | Pkt | M     | Z     | P     | zdob.  | str.   | bilans | Bilans bezpośrednich meczów |
| ---- | ------------- | --- | ----- | ----- | ----- | ------ | ------ | ------ | --------------------------- |
| 1    | Czechy        | 11  | 6     | 5     | 1     | 464    | 425    | +39    | -                           |
| 2    | Finlandia     | 9   | 6     | 3     | 3     | 453    | 449    | +4     | -                           |
| 3    | Bułgaria      | 8   | 6     | 2     | 4     | 466    | 476    | -10    | 2-0                         |
| 4    | Islandia      | 8   | 6     | 2     | 4     | 463    | 496    | -33    | 0-2                         |

     awans do drugiej rundy kwalifikacyjnej

#### Wyniki
| 24 listopada 201718:00 | Czechy                                                | 89:69(15:11, 24:19, 21:21, 29:18) | Islandia                                     | Tipsport arena, Pardubice Widzów: 2913 Sędzia: Sergiy Zashchuk ( UKR), Fernando Calatrava ( ESP), Sasa Maričić ( SRB) |
| 24 listopada 201718:00 | Pkt:Bohačík 20 Zb:Kříž, Schilb po 6 każdy As:Hruban 8 | 89:69(15:11, 24:19, 21:21, 29:18) | Pkt:Hermannsson 29 Zb:Acox 8 As:Bæringsson 5 | Tipsport arena, Pardubice Widzów: 2913 Sędzia: Sergiy Zashchuk ( UKR), Fernando Calatrava ( ESP), Sasa Maričić ( SRB) |

| 24 listopada 201719:00 | Bułgaria                                                        | 80:82(19:17, 17:22, 17:21, 27:22) | Finlandia                             | Arena Botewgrad, Botewgrad Widzów: 3000 Sędzia: Georgios Poursanidis ( GRE), Wojciech Liszka ( POL), Zafer Yılmaz ( TUR) |
| 24 listopada 201719:00 | Pkt:S. Marinow 18 Zb:Wezenkow 7 As:trzech zawodników po 3 każdy | 80:82(19:17, 17:22, 17:21, 27:22) | Pkt:Wilson 20 Zb:Murphy 6 As:Wilson 7 | Arena Botewgrad, Botewgrad Widzów: 3000 Sędzia: Georgios Poursanidis ( GRE), Wojciech Liszka ( POL), Zafer Yılmaz ( TUR) |

| 27 listopada 201718:30 | Finlandia                           | 56:64(9:19, 21:6, 8:13, 18:26) | Czechy                                 | Helsingin jäähalli, Helsinki Widzów: 5065 Sędzia: Aleksandar Glišić ( SRB), Gintaras Vitkauskas ( LTU), Dariusz Zapolski ( POL) |
| 27 listopada 201718:30 | Pkt:Huff 13 Zb:Murphy 6 As:Wilson 5 | 56:64(9:19, 21:6, 8:13, 18:26) | Pkt:Schilb 17 Zb:Balvín 16 As:Balvín 7 | Helsingin jäähalli, Helsinki Widzów: 5065 Sędzia: Aleksandar Glišić ( SRB), Gintaras Vitkauskas ( LTU), Dariusz Zapolski ( POL) |

| 27 listopada 201719:45 | Islandia                                             | 74:77(21:17, 22:18, 18:18, 13:24) | Bułgaria                                        | Laugardalshöll, Reykjavík Sędzia: Tomislav Vovk ( CRO), Luis Castillo ( ESP), Mārtiņš Kozlovskis ( LAT) |
| 27 listopada 201719:45 | Pkt:Hermannsson 21 Zb:Bæringsson 11 As:Hermannsson 6 | 74:77(21:17, 22:18, 18:18, 13:24) | Pkt:P. Marinow 18 Zb:Wezenkow 7 As:S. Marinow 5 | Laugardalshöll, Reykjavík Sędzia: Tomislav Vovk ( CRO), Luis Castillo ( ESP), Mārtiņš Kozlovskis ( LAT) |

| 23 lutego 201818:00 | Bułgaria                                                    | 76:78(17:20, 31:17, 8:17, 20:24) | Czechy                                | Arena Botewgrad, Botewgrad Widzów: 2000 Sędzia: Ademir Zurapović ( BIH), Erez Gurion ( ISR), Radomir Vojinović ( MNE) |
| 23 lutego 201818:00 | Pkt:P. Marinow 15 Zb:P. Marinow, Yanev po 5 każdy As:Bost 8 | 76:78(17:20, 31:17, 8:17, 20:24) | Pkt:Bohačík 24 Zb:Balvín 10 As:Kříž 3 | Arena Botewgrad, Botewgrad Widzów: 2000 Sędzia: Ademir Zurapović ( BIH), Erez Gurion ( ISR), Radomir Vojinović ( MNE) |

| 23 lutego 201819:45 | Islandia                                             | 81:76(19:18, 20:20, 16:25, 26:13) | Finlandia                            | Laugardalshöll, Reykjavík Sędzia: Saverio Lanzarini ( ITA), Haris Bidejić ( BIH), Apostolos Kalpakas ( SWE) |
| 23 lutego 201819:45 | Pkt:Hermannsson 26 Zb:Bæringsson 12 As:Hermannsson 6 | 81:76(19:18, 20:20, 16:25, 26:13) | Pkt:Wilson 17 Zb:Kotti 7 As:Wilson 9 | Laugardalshöll, Reykjavík Sędzia: Saverio Lanzarini ( ITA), Haris Bidejić ( BIH), Apostolos Kalpakas ( SWE) |

| 25 lutego 201816:00 | Islandia                                      | 76:75(19:14, 20:18, 20:22, 17:21) | Czechy                                | Laugardalshöll, Reykjavík Sędzia: Janusz Calik ( POL), Marek Maliszewski ( POL), Goran Sljivic ( AUT) |
| 25 lutego 201816:00 | Pkt:Hermannsson 26 Zb:Hlinason 8 As:Pálsson 5 | 76:75(19:14, 20:18, 20:22, 17:21) | Pkt:Auda 23 Zb:Bohačík 8 As:Bohačík 5 | Laugardalshöll, Reykjavík Sędzia: Janusz Calik ( POL), Marek Maliszewski ( POL), Goran Sljivic ( AUT) |

| 25 lutego 201818:30 | Finlandia                               | 75:70(12:16, 28:14, 18:30, 17:10) | Bułgaria                                  | Helsingin jäähalli, Helsinki Widzów: 5300 Sędzia: Lorenzo Baldini ( ITA), Andrei Sharapa ( BLR), Ernad Karović ( BIH) |
| 25 lutego 201818:30 | Pkt:Wilson 21 Zb:Nenonen 8 As:Wilson 11 | 75:70(12:16, 28:14, 18:30, 17:10) | Pkt:Wezenkow 28 Zb:Wezenkow 10 As:Bost 10 | Helsingin jäähalli, Helsinki Widzów: 5300 Sędzia: Lorenzo Baldini ( ITA), Andrei Sharapa ( BLR), Ernad Karović ( BIH) |

| 29 czerwca 201818:00 | Czechy                                                  | 77:73(18:17, 19:19, 24:19, 16:18) | Finlandia                                  | Tipsport arena, Pardubice Widzów: 3216 Sędzia: Srđan Dožai ( CRO), Jasmina Juras ( SRB), Zdravko Rutešić ( MNE) |
| 29 czerwca 201818:00 | Pkt:Hruban 30 Zb:trzech zawodników po 5 każdy As:Kříž 4 | 77:73(18:17, 19:19, 24:19, 16:18) | Pkt:Nuutinen 24 Zb:Markkanen 7 As:Wilson 6 | Tipsport arena, Pardubice Widzów: 3216 Sędzia: Srđan Dožai ( CRO), Jasmina Juras ( SRB), Zdravko Rutešić ( MNE) |

| 29 czerwca 201818:00 | Bułgaria                                    | 88:86(22:21, 23:22, 20:25, 23:18) | Islandia                          | Arena Botewgrad, Botewgrad Widzów: 2200 Sędzia: Andris Aunkrogers ( LAT), Yener Yılmaz ( TUR), Anastasios Piloidis ( GRE) |
| 29 czerwca 201818:00 | Pkt:Wezenkow 19 Zb:Zachariew 9 As:Marinow 5 | 88:86(22:21, 23:22, 20:25, 23:18) | Pkt:Bæringsson 16 Zb:Bæringsson 7 | Arena Botewgrad, Botewgrad Widzów: 2200 Sędzia: Andris Aunkrogers ( LAT), Yener Yılmaz ( TUR), Anastasios Piloidis ( GRE) |

| 2 lipca 201818:00 | Czechy                                                 | 81:75(19:20, 22:15, 18:15, 22:25) | Bułgaria                                   | Tipsport arena, Pardubice Sędzia: Oskars Lucis ( LAT), Sergiy Chebyshev ( UKR), Marko Vladic ( AUT) |
| 2 lipca 201818:00 | Pkt:Schilb 20 Zb:Balvín, Vyoral po 7 każdy As:Šiřina 6 | 81:75(19:20, 22:15, 18:15, 22:25) | Pkt:Awramow 15 Zb:Wezenkow 10 As:Marinow 8 | Tipsport arena, Pardubice Sędzia: Oskars Lucis ( LAT), Sergiy Chebyshev ( UKR), Marko Vladic ( AUT) |

| 2 lipca 201818:45 | Finlandia                                                      | 91:77(28:19, 16:22, 23:17, 24:19) | Islandia                                                           | Helsingin jäähalli, Helsinki Widzów: 12183 Sędzia: Tolga Sahin ( ITA), Tomas Jasevičius ( LTU), Dariusz Zapolski ( POL) |
| 2 lipca 201818:45 | Pkt:Markkanen 28 Zb:Lindbom, Markkanen po 7 każdy As:Wilson 11 | 91:77(28:19, 16:22, 23:17, 24:19) | Pkt:Pálsson 16 Zb:Guðmundsson, Pálsson po 5 każdy As:Hermannsson 5 | Helsingin jäähalli, Helsinki Widzów: 12183 Sędzia: Tolga Sahin ( ITA), Tomas Jasevičius ( LTU), Dariusz Zapolski ( POL) |

Godziny meczów podane zostały według czasów lokalnych.

### Grupa G

#### Tabela
| Poz. | Reprezentacja | Pkt | Mecze | Mecze | Mecze | Punkty | Punkty | Punkty | Bilans bezpośrednich meczów |
| Poz. | Reprezentacja | Pkt | M     | Z     | P     | zdob.  | str.   | bilans | Bilans bezpośrednich meczów |
| ---- | ------------- | --- | ----- | ----- | ----- | ------ | ------ | ------ | --------------------------- |
| 1    | Niemcy        | 12  | 6     | 6     | 0     | 508    | 414    | +94    | -                           |
| 2    | Serbia        | 10  | 6     | 4     | 2     | 514    | 449    | +65    | -                           |
| 3    | Gruzja        | 8   | 6     | 2     | 4     | 460    | 495    | -35    | -                           |
| 4    | Austria       | 6   | 6     | 0     | 6     | 394    | 518    | -124   | -                           |

     awans do drugiej rundy kwalifikacyjnej

#### Wyniki
| 24 listopada 201719:30 | Niemcy                                      | 79:70(18:18, 22:23, 20:20, 19:9) | Gruzja                                                          | Chemnitz Arena, Chemnitz Widzów: 5037 Sędzia: Yohan Rosso ( FRA), Martin Horozov ( BUL), Zdravko Rutešić ( MNE) |
| 24 listopada 201719:30 | Pkt:Benzing 25 Zb:Hartenstein 10 As:Tadda 4 | 79:70(18:18, 22:23, 20:20, 19:9) | Pkt:Dixon 23 Zb:Ckitiszwili 5 As:Dixon, Markoishvili po 5 każdy | Chemnitz Arena, Chemnitz Widzów: 5037 Sędzia: Yohan Rosso ( FRA), Martin Horozov ( BUL), Zdravko Rutešić ( MNE) |

| 24 listopada 201720:00 | Serbia                                                   | 85:64(17:12, 27:17, 15:13, 26:22) | Austria                                     | Hala im. Aleksandara Nikolićia, Belgrad Widzów: 4278 Sędzia: Oskars Lucis ( LAT), Sergei Beliakov ( RUS), Özlem Yalman ( TUR) |
| 24 listopada 201720:00 | Pkt:Paunić 16 Zb:Raduljica 8 As:Đoković, Peno po 4 każdy | 85:64(17:12, 27:17, 15:13, 26:22) | Pkt:Mahalbašić 15 Zb:Radoš 5 As:Schreiner 8 | Hala im. Aleksandara Nikolićia, Belgrad Widzów: 4278 Sędzia: Oskars Lucis ( LAT), Sergei Beliakov ( RUS), Özlem Yalman ( TUR) |

| 27 listopada 201720:00 | Serbia                                    | 105:87(21:21, 23:24, 30:19, 31:23) | Gruzja                                    | Hala im. Aleksandara Nikolićia, Belgrad Widzów: 5890 Sędzia: Tolga Sahin ( ITA), Marius Ciulin ( ROU), Anastasios Manos ( GRE) |
| 27 listopada 201720:00 | Pkt:Raduljica 28 Zb:Raduljica 8 As:Peno 9 | 105:87(21:21, 23:24, 30:19, 31:23) | Pkt:Dixon 36 Zb:Markoishvili 7 As:Dixon 9 | Hala im. Aleksandara Nikolićia, Belgrad Widzów: 5890 Sędzia: Tolga Sahin ( ITA), Marius Ciulin ( ROU), Anastasios Manos ( GRE) |

| 27 listopada 201720:20 | Austria                                                            | 49:90(8:20, 13:21, 12:23, 16:26) | Niemcy                                     | Multiversum, Schwechat Widzów: 1400 Sędzia: Sergiy Zashchuk ( UKR), Boris Krejić ( SLO), Ventsislav Velikov ( BUL) |
| 27 listopada 201720:20 | Pkt:Ogunsipe, Schreiner po 11 każdy Zb:Mahalbašić 7 As:Schreiner 5 | 49:90(8:20, 13:21, 12:23, 16:26) | Pkt:Thiemann 17 Zb:Thiemann 10 As:Doreth 5 | Multiversum, Schwechat Widzów: 1400 Sędzia: Sergiy Zashchuk ( UKR), Boris Krejić ( SLO), Ventsislav Velikov ( BUL) |

| 23 lutego 201818:00 | Austria                                      | 64:78(5:19, 26:21, 18:15, 15:23) | Gruzja                             | Multiversum, Schwechat Widzów: 1100 Sędzia: Lorenzo Baldini ( ITA), Ilias Kounelles ( CYP), Anastasios Piloidis ( GRE) |
| 23 lutego 201818:00 | Pkt:Klepeisz 23 Zb:Douvier 10 As:Schreiner 9 | 64:78(5:19, 26:21, 18:15, 15:23) | Pkt:Dixon 23 Zb:Dixon 9 As:Dixon 4 | Multiversum, Schwechat Widzów: 1100 Sędzia: Lorenzo Baldini ( ITA), Ilias Kounelles ( CYP), Anastasios Piloidis ( GRE) |

| 23 lutego 201819:30 | Niemcy                                  | 79:74(20:26, 20:15, 17:18, 22:15) | Serbia                                  | Fraport Arena, Frankfurt Widzów: 5002 Sędzia: Manuel Mazzoni ( ITA), Fernando Calatrava ( ESP), Gentian Cici ( ALB) |
| 23 lutego 201819:30 | Pkt:Benzing 17 Zb:Akpınar 5 As:Doreth 4 | 79:74(20:26, 20:15, 17:18, 22:15) | Pkt:Raduljica 22 Zb:Lešić 7 As:Paunić 4 | Fraport Arena, Frankfurt Widzów: 5002 Sędzia: Manuel Mazzoni ( ITA), Fernando Calatrava ( ESP), Gentian Cici ( ALB) |

| 25 lutego 201819:00 | Gruzja                                                   | 77:87(17:27, 21:24, 24:18, 15:18) | Niemcy                                 | Pałac Sportu, Tbilisi Widzów: 8600 Sędzia: Sergiy Zashchuk ( UKR), Luka Kardum ( CRO), Gintaras Vitkauskas ( LTU) |
| 25 lutego 201819:00 | Pkt:Dixon 26 Zb:Bitadze 5 As:Dixon, Patsatsia po 4 każdy | 77:87(17:27, 21:24, 24:18, 15:18) | Pkt:Saibou 15 Zb:Zirbes 6 As:Akpınar 4 | Pałac Sportu, Tbilisi Widzów: 8600 Sędzia: Sergiy Zashchuk ( UKR), Luka Kardum ( CRO), Gintaras Vitkauskas ( LTU) |

| 25 lutego 201820:20 | Austria                                          | 81:82(18:21, 25:20, 20:25, 18:16) | Serbia                                       | Multiversum, Schwechat Widzów: 3000 Sędzia: Panagiotis Anastopoulos ( GRE), Petr Hrůša ( CZE), Tanel Suslov ( EST) |
| 25 lutego 201820:20 | Pkt:Mahalbašić 22 Zb:Mahalbašić 9 As:Schreiner 7 | 81:82(18:21, 25:20, 20:25, 18:16) | Pkt:Jelovac 21 Zb:Simonović 5 As:Avramović 5 | Multiversum, Schwechat Widzów: 3000 Sędzia: Panagiotis Anastopoulos ( GRE), Petr Hrůša ( CZE), Tanel Suslov ( EST) |

| 29 czerwca 201819:00 | Gruzja                                       | 50:87(11:18, 7:19, 18:23, 14:27) | Serbia                                     | Pałac Sportu, Tbilisi Widzów: 8000 Sędzia: Tomas Jasevičius ( LTU), Marius Ciulin ( ROU), Zafer Yılmaz ( TUR) |
| 29 czerwca 201819:00 | Pkt:McFadden 18 Zb:Szengelia 8 As:Cincadze 2 | 50:87(11:18, 7:19, 18:23, 14:27) | Pkt:Todorović 24 Zb:Micić 7 As:Todorović 6 | Pałac Sportu, Tbilisi Widzów: 8000 Sędzia: Tomas Jasevičius ( LTU), Marius Ciulin ( ROU), Zafer Yılmaz ( TUR) |

| 29 czerwca 201819:30 | Niemcy                                                                        | 85:63(22:16, 25:17, 14:16, 24:14) | Austria                                      | Volkswagen Halle, Brunszwik Widzów: 6731 Sędzia: Janusz Calik ( POL), Andrei Sharapa ( BLR), Ivor Matejek ( CZE) |
| 29 czerwca 201819:30 | Pkt:Schröder 25 Zb:Barthel, Kleber po 6 każdy As:Doreth, Voigtmann po 3 każdy | 85:63(22:16, 25:17, 14:16, 24:14) | Pkt:Schreiner 14 Zb:Ogunsipe 6 As:Klepeisz 3 | Volkswagen Halle, Brunszwik Widzów: 6731 Sędzia: Janusz Calik ( POL), Andrei Sharapa ( BLR), Ivor Matejek ( CZE) |

| 2 lipca 201819:00 | Gruzja                                          | 98:73(26:18, 25:15, 25:19, 22:21) | Austria                                      | Pałac Sportu, Tbilisi Widzów: 2000 Sędzia: Marek Maliszewski ( POL), Ventsislav Velikov ( BUL), Zdenko Tomašovič ( SVK) |
| 2 lipca 201819:00 | Pkt:Szengelia 24 Zb:Szengelia 12 As:Szengelia 6 | 98:73(26:18, 25:15, 25:19, 22:21) | Pkt:Ogunsipe 18 Zb:Lanegger 9 As:Schreiner 5 | Pałac Sportu, Tbilisi Widzów: 2000 Sędzia: Marek Maliszewski ( POL), Ventsislav Velikov ( BUL), Zdenko Tomašovič ( SVK) |

| 2 lipca 201820:00 | Serbia                                         | 81:88(23:21, 18:14, 19:21, 21:32) | Niemcy                                    | SPC Vojvodina, Nowy Sad Widzów: 8800 Sędzia: Manuel Mazzoni ( ITA), Andris Aunkrogers ( LAT), Ciprian Stoica ( ROU) |
| 2 lipca 201820:00 | Pkt:Marjanović 22 Zb:Marjanović 11 As:Micić 10 | 81:88(23:21, 18:14, 19:21, 21:32) | Pkt:Schröder 21 Zb:Kleber 7 As:Schröder 6 | SPC Vojvodina, Nowy Sad Widzów: 8800 Sędzia: Manuel Mazzoni ( ITA), Andris Aunkrogers ( LAT), Ciprian Stoica ( ROU) |

Godziny meczów podane zostały według czasów lokalnych.

### Grupa H

#### Tabela
| Poz. | Reprezentacja   | Pkt | Mecze | Mecze | Mecze | Punkty | Punkty | Punkty | Bilans bezpośrednich meczów |
| Poz. | Reprezentacja   | Pkt | M     | Z     | P     | zdob.  | str.   | bilans | Bilans bezpośrednich meczów |
| ---- | --------------- | --- | ----- | ----- | ----- | ------ | ------ | ------ | --------------------------- |
| 1    | Grecja          | 12  | 6     | 6     | 0     | 513    | 432    | +81    | -                           |
| 2    | Izrael          | 9   | 6     | 3     | 3     | 438    | 458    | -20    | -                           |
| 3    | Estonia         | 8   | 6     | 2     | 4     | 415    | 459    | -44    | -                           |
| 4    | Wielka Brytania | 7   | 6     | 1     | 5     | 440    | 457    | -17    | -                           |

     awans do drugiej rundy kwalifikacyjnej

#### Wyniki
| 24 listopada 201714:00 | Izrael                                                | 88:68(21:21, 17:14, 27:19, 23:14) | Estonia                                                       | Shlomo Group Arena, Tel Awiw Widzów: 3000 Sędzia: Yener Yılmaz ( TUR), Yener Yılmaz ( ROU), Petar Obradović ( BIH) |
| 24 listopada 201714:00 | Pkt:Howell 19 Zb:Cohen, Howell po 7 każdy As:Howell 7 | 88:68(21:21, 17:14, 27:19, 23:14) | Pkt:Kitsing, Veideman po 14 każdy Zb:Veideman 6 As:Veideman 5 | Shlomo Group Arena, Tel Awiw Widzów: 3000 Sędzia: Yener Yılmaz ( TUR), Yener Yılmaz ( ROU), Petar Obradović ( BIH) |

| 24 listopada 201719:30 | Wielka Brytania                                          | 92:95 (pd.)(17:18, 20:19, 17:18, 29:28, dogr. 9:12) | Grecja                                     | Leicester Arena, Leicester Sędzia: Ademir Zurapović ( BIH), Luka Kardum ( CRO), Gintaras Vitkauskas ( LTU) |
| 24 listopada 201719:30 | Pkt:Clark 17 Zb:Soko 9 As:Lawrence, Okereafor po 6 każdy | 92:95 (pd.)(17:18, 20:19, 17:18, 29:28, dogr. 9:12) | Pkt:Burusis 27 Zb:Burusis 8 As:Athinaiou 5 | Leicester Arena, Leicester Sędzia: Ademir Zurapović ( BIH), Luka Kardum ( CRO), Gintaras Vitkauskas ( LTU) |

| 27 listopada 201717:00 | Grecja                                            | 82:61(15:18, 22:14, 22:15, 23:14) | Izrael                               | Heraklion Arena, Heraklion Widzów: 2723 Sędzia: Srđan Dožai ( CRO), Sergei Beliakov ( RUS), Ciprian Stoica ( ROU) |
| 27 listopada 201717:00 | Pkt:Giannopoulos 13 Zb:Mavroeidis 6 As:Calathes 8 | 82:61(15:18, 22:14, 22:15, 23:14) | Pkt:Howell 13 Zb:Howell 9 As:Blatt 3 | Heraklion Arena, Heraklion Widzów: 2723 Sędzia: Srđan Dožai ( CRO), Sergei Beliakov ( RUS), Ciprian Stoica ( ROU) |

| 27 listopada 201719:00 | Estonia                             | 73:70(18:24, 26:12, 15:21, 14:13) | Wielka Brytania                        | Kalevi Spordihall, Tallinn Widzów: 1640 Sędzia: Janusz Calik ( POL), Petr Hrůša ( CZE), Radomir Vojinović ( MNE) |
| 27 listopada 201719:00 | Pkt:Paasoja 15 Zb:Talts 9 As:Sokk 5 | 73:70(18:24, 26:12, 15:21, 14:13) | Pkt:Soko 17 Zb:Hesson 8 As:Okereafor 5 | Kalevi Spordihall, Tallinn Widzów: 1640 Sędzia: Janusz Calik ( POL), Petr Hrůša ( CZE), Radomir Vojinović ( MNE) |

| 23 lutego 201814:00 | Izrael                                    | 82:75(18:20, 25:24, 21:17, 18:14) | Wielka Brytania                            | Shlomo Group Arena, Tel Awiw Widzów: 3500 Sędzia: Aleksandar Glišić ( SRB), Aleksandar Milojevi ( MKD), Dariusz Zapolski ( POL) |
| 23 lutego 201814:00 | Pkt:Pnini 18 Zb:Limonad 6 As:Ben-Chimol 5 | 82:75(18:20, 25:24, 21:17, 18:14) | Pkt:Olaseni 19 Zb:Olaseni 8 As:Okereafor 6 | Shlomo Group Arena, Tel Awiw Widzów: 3500 Sędzia: Aleksandar Glišić ( SRB), Aleksandar Milojevi ( MKD), Dariusz Zapolski ( POL) |

| 23 lutego 201818:30 | Grecja                                                        | 87:75(20:18, 15:11, 26:13, 26:33) | Estonia                          | Heraklion Arena, Heraklion Sędzia: Tomas Jasevičius ( LTU), Borys Shulga ( UKR), Uroš Nikolić ( SRB) |
| 23 lutego 201818:30 | Pkt:Burusis 21 Zb:Burusis 8 As:Bochoridis, Burusis po 6 każdy | 87:75(20:18, 15:11, 26:13, 26:33) | Pkt:Sokk 16 Zb:Talts 5 As:Sokk 6 | Heraklion Arena, Heraklion Sędzia: Tomas Jasevičius ( LTU), Borys Shulga ( UKR), Uroš Nikolić ( SRB) |

| 25 lutego 201817:00 | Estonia                            | 78:62(17:19, 20:14, 19:20, 22:9) | Izrael                             | Saku Suurhall, Tallinn Widzów: 2500 Sędzia: Yohan Rosso ( FRA), Vilius Mačiulaitis ( LTU), Arnis Ozols ( LAT) |
| 25 lutego 201817:00 | Pkt:Olmre 16 Zb:Talts 10 As:Sokk 7 | 78:62(17:19, 20:14, 19:20, 22:9) | Pkt:Cohen 12 Zb:Mekel 8 As:Mekel 4 | Saku Suurhall, Tallinn Widzów: 2500 Sędzia: Yohan Rosso ( FRA), Vilius Mačiulaitis ( LTU), Arnis Ozols ( LAT) |

| 25 lutego 201818:00 | Grecja                                                          | 75:70(20:23, 19:23, 17:12, 19:12) | Wielka Brytania                         | Heraklion Arena, Heraklion Sędzia: Saverio Lanzarini ( ITA), Ventsislav Velikov ( BUL), Petar Obradović ( BIH) |
| 25 lutego 201818:00 | Pkt:Burusis, Vasilopoulos po 15 każdy Zb:Burusis 5 As:Burusis 5 | 75:70(20:23, 19:23, 17:12, 19:12) | Pkt:Clark 16 Zb:Clark 11 As:Okereafor 5 | Heraklion Arena, Heraklion Sędzia: Saverio Lanzarini ( ITA), Ventsislav Velikov ( BUL), Petar Obradović ( BIH) |

| 29 czerwca 201819:30 | Wielka Brytania                           | 74:65(19:20, 15:19, 20:14, 20:12) | Estonia                                | Commonwealth Arena, Glasgow Widzów: 1766 Sędzia: Lorenzo Baldini ( ITA), Özlem Yalman ( TUR), Marek Kúkelčík ( SVK) |
| 29 czerwca 201819:30 | Pkt:Clark 20 Zb:Olaseni 12 As:Okereafor 6 | 74:65(19:20, 15:19, 20:14, 20:12) | Pkt:Vene 24 Zb:Raieste 9 As:Veideman 7 | Commonwealth Arena, Glasgow Widzów: 1766 Sędzia: Lorenzo Baldini ( ITA), Özlem Yalman ( TUR), Marek Kúkelčík ( SVK) |

| 29 czerwca 201819:40 | Izrael                             | 78:96(17:20, 25:29, 10:24, 26:23) | Grecja                                         | Menora Mivtachim Arena, Tel Awiw Widzów: 7000 Sędzia: Antonio Conde ( ESP), Gentian Cici ( ALB), Radomir Vojinović ( MNE) |
| 29 czerwca 201819:40 | Pkt:Cohen 21 Zb:Cohen 5 As:Blatt 5 | 78:96(17:20, 25:29, 10:24, 26:23) | Pkt:Mitoglou 21 Zb:Bochoridis 5 As:Mantzaris 6 | Menora Mivtachim Arena, Tel Awiw Widzów: 7000 Sędzia: Antonio Conde ( ESP), Gentian Cici ( ALB), Radomir Vojinović ( MNE) |

| 2 lipca 201819:00 | Estonia                                                      | 56:78(13:15, 14:20, 21:21, 8:22) | Grecja | Saku Suurhall, Tallinn Widzów: 3124 Sędzia: Srđan Dožai ( CRO), Ademir Zurapović ( BIH), Fernando Calatrava ( ESP) |
| 2 lipca 201819:00 | Pkt:Raieste 14 Zb:Kullamäe, Raieste po 5 każdy As:Kullamäe 3 | 56:78(13:15, 14:20, 21:21, 8:22) | Pkt:Andetokunmbo, Mitoglou po 18 każdy Zb:Bochoridis, Mitoglou po 7 każdy As:czterech zawodników po 3 każdy | Saku Suurhall, Tallinn Widzów: 3124 Sędzia: Srđan Dožai ( CRO), Ademir Zurapović ( BIH), Fernando Calatrava ( ESP) |

| 2 lipca 201819:30 | Wielka Brytania                        | 59:67(13:18, 20:16, 12:16, 14:17) | Izrael                                              | Commonwealth Arena, Glasgow Widzów: 1306 Sędzia: Marius Ciulin ( ROU), Aleksandar Milojević ( MKD), Andrei Sharapa ( BLR) |
| 2 lipca 201819:30 | Pkt:Clark 19 Zb:Clark 7 As:Okereafor 5 | 59:67(13:18, 20:16, 12:16, 14:17) | Pkt:Mekel 20 Zb:Howell, Menco po 9 każdy As:Mekel 5 | Commonwealth Arena, Glasgow Widzów: 1306 Sędzia: Marius Ciulin ( ROU), Aleksandar Milojević ( MKD), Andrei Sharapa ( BLR) |

Godziny meczów podane zostały według czasów lokalnych.

## Druga runda

### Grupa I

#### Tabela
| Poz. | Reprezentacja | Pkt | Mecze | Mecze | Mecze | Punkty | Punkty | Punkty | Bilans bezpośrednich meczów |
| Poz. | Reprezentacja | Pkt | M     | Z     | P     | zdob.  | str.   | bilans | Bilans bezpośrednich meczów |
| ---- | ------------- | --- | ----- | ----- | ----- | ------ | ------ | ------ | --------------------------- |
| 1    | Hiszpania     | 22  | 12    | 10    | 2     | 927    | 848    | ̟+79    | -                           |
| 2    | Turcja        | 20  | 12    | 8     | 4     | 874    | 805    | ̝̠̘+69    | -                           |
| 3    | Czarnogóra    | 19  | 12    | 7     | 5     | 918    | 901    | +17    | 1-1, +3                     |
| 4    | Łotwa         | 19  | 12    | 7     | 5     | 943    | 914    | +29    | 1-1, -3                     |
| 5    | Ukraina       | 17  | 11    | 5     | 7     | 908    | 892    | +16    | -                           |
| 6    | Słowenia      | 15  | 12    | 3     | 9     | 909    | 988    | -79    | -                           |

     awans na Mistrzostwa Świata w Koszykówce Mężczyzn 2019

#### Wyniki
| 14 września 201819:00 | Ukraina                                                  | 76:65(19:12, 17:22, 20:17, 20:14) | Hiszpania                           | Pałac Sportu, Kijów Widzów: 6500 Sędzia: Srđan Dožai ( CRO), Ademir Zurapović ( BIH), Luka Kardum ( CRO) |
| 14 września 201819:00 | Pkt:Michailuk 22 Zb:Bobrow, Łeń po 5 każdy As:Łukaszow 5 | 76:65(19:12, 17:22, 20:17, 20:14) | Pkt:Colom 15 Zb:Oriola 7 As:Colom 4 | Pałac Sportu, Kijów Widzów: 6500 Sędzia: Srđan Dožai ( CRO), Ademir Zurapović ( BIH), Luka Kardum ( CRO) |

| 14 września 201819:30 | Łotwa                                                          | 85:74(17:16, 23:20, 20:24, 25:14) | Słowenia                                              | Arēna Rīga, Ryga Widzów: 8200 Sędzia: Tolga Sahin ( ITA), Nicolas Maestre ( FRA), Gentian Cici ( ALB) |
| 14 września 201819:30 | Pkt:Strēlnieks, Timma po 18 każdy Zb:Timma 12 As:Strēlnieks 10 | 85:74(17:16, 23:20, 20:24, 25:14) | Pkt:Rupnik 19 Zb:Vidmar 7 As:Rebec, Rupnik po 4 każdy | Arēna Rīga, Ryga Widzów: 8200 Sędzia: Tolga Sahin ( ITA), Nicolas Maestre ( FRA), Gentian Cici ( ALB) |

| 14 września 201820:00 | Turcja                                   | 79:69(26:18, 19:19, 15:19, 19:13) | Czarnogóra                                    | Ankara Arena, Ankara Sędzia: Yohan Rosso ( FRA), Marius Ciulin ( ROU), Alexey Davydov ( RUS) |
| 14 września 201820:00 | Pkt:Osman 18 Zb:İlyasova 8 As:Wilbekin 6 | 79:69(26:18, 19:19, 15:19, 19:13) | Pkt:Dubljević 22 Zb:Dubljević 9 As:Ivanović 4 | Ankara Arena, Ankara Sędzia: Yohan Rosso ( FRA), Marius Ciulin ( ROU), Alexey Davydov ( RUS) |

| 17 września 201819:00 | Hiszpania                                | 85:82(26:20, 25:17, 16:19, 18:26) | Łotwa                                                                                         | WiZink Center, Madryt Sędzia: Georgios Poursanidis ( GRE), Aleksandar Glišić ( SRB), Sergei Beliakov ( RUS) |
| 17 września 201819:00 | Pkt:Colom 18 Zb:Oriola 12 As:Fernández 5 | 85:82(26:20, 25:17, 16:19, 18:26) | Pkt:Strēlnieks, Timma po 20 każdy Zb:Meiers, Timma po 7 każdy As:trzech zawodników po 3 każdy | WiZink Center, Madryt Sędzia: Georgios Poursanidis ( GRE), Aleksandar Glišić ( SRB), Sergei Beliakov ( RUS) |

| 17 września 201820:00 | Słowenia                                   | 77:86(20:22, 18:19, 21:26, 18:19) | Turcja                                 | Arena Stožice, Lublana Sędzia: Manuel Mazzoni ( ITA), Marek Maliszewski ( POL), Martin Horozov ( BUL) |
| 17 września 201820:00 | Pkt:Randolph 24 Zb:Randolph 12 As:Rupnik 6 | 77:86(20:22, 18:19, 21:26, 18:19) | Pkt:Korkmaz 24 Zb:Osman 11 As:Balbay 7 | Arena Stožice, Lublana Sędzia: Manuel Mazzoni ( ITA), Marek Maliszewski ( POL), Martin Horozov ( BUL) |

| 17 września 201820:15 | Czarnogóra                                   | 90:84(16:13, 29:27, 17:18, 28:26) | Ukraina                                 | Sportski centar, Nikšić Widzów: 2500 Sędzia: Panagiotis Anastopoulos ( GRE), Gentian Cici ( ALB), Vilius Mačiulaitis ( LTU) |
| 17 września 201820:15 | Pkt:Ivanović 30 Zb:Dubljević 8 As:Ivanović 6 | 90:84(16:13, 29:27, 17:18, 28:26) | Pkt:Michailuk 15 Zb:Łeń 7 As:Łukaszow 5 | Sportski centar, Nikšić Widzów: 2500 Sędzia: Panagiotis Anastopoulos ( GRE), Gentian Cici ( ALB), Vilius Mačiulaitis ( LTU) |

| 29 listopada 201819:00 | Turcja                               | 71:67(15:15, 21:19, 20:14, 15:19) | Hiszpania                                   | Ankara Arena, Ankara Widzów: 10 000 Sędzia: Saverio Lanzarini ( ITA), Tomas Jasevičius ( LTU), Saša Maričić ( SRB) |
| 29 listopada 201819:00 | Pkt:Erden 16 Zb:Erden 14 As:Tuncer 8 | 71:67(15:15, 21:19, 20:14, 15:19) | Pkt:Brizuela 18 Zb:Llovet 12 As:Fernández 8 | Ankara Arena, Ankara Widzów: 10 000 Sędzia: Saverio Lanzarini ( ITA), Tomas Jasevičius ( LTU), Saša Maričić ( SRB) |

| 29 listopada 201819:00 | Ukraina                                 | 82:54(22:18, 13:7, 23:9, 24:20) | Słowenia                            | Pałac Sportu „Junost”, Zaporoże Widzów: 2800 Sędzia: Lorenzo Baldini ( ITA), Markos Michaelides ( SUI), Wojciech Liszka ( POL) |
| 29 listopada 201819:00 | Pkt:Kobeć 13 Zb:Blizniuk 7 As:Łipowij 8 | 82:54(22:18, 13:7, 23:9, 24:20) | Pkt:Hrovat 13 Zb:Murić 6 As:Rebec 4 | Pałac Sportu „Junost”, Zaporoże Widzów: 2800 Sędzia: Lorenzo Baldini ( ITA), Markos Michaelides ( SUI), Wojciech Liszka ( POL) |

| 29 listopada 201819:30 | Łotwa                                 | 75:84(20:24, 21:21, 20:16, 14:23) | Czarnogóra                                                    | Arēna Rīga, Ryga Widzów: 7500 Sędzia: Manuel Mazzoni ( ITA), Martin Horozov ( BUL), Janusz Calik ( POL) |
| 29 listopada 201819:30 | Pkt:Meiers 27 Zb:Meiers 4 As:Lomažs 7 | 75:84(20:24, 21:21, 20:16, 14:23) | Pkt:Dubljević 22 Zb:Đurišić, Sekulić po 9 każdy As:Ivanović 6 | Arēna Rīga, Ryga Widzów: 7500 Sędzia: Manuel Mazzoni ( ITA), Martin Horozov ( BUL), Janusz Calik ( POL) |

| 2 grudnia 201817:00 | Hiszpania                                     | 72:68(20:14, 19:17, 15:17, 18:20) | Ukraina                                | Santiago Martín Arena, San Cristóbal de La Laguna Widzów: 4033 Sędzia: Ademir Zurapović ( BIH), Martin Horozov ( BUL), Tanel Suslov ( EST) |
| 2 grudnia 201817:00 | Pkt:Fernández 17 Zb:Aguilar 5 As:San Miguel 6 | 72:68(20:14, 19:17, 15:17, 18:20) | Pkt:Bobrow 21 Zb:Bobrow 8 As:Łipowij 4 | Santiago Martín Arena, San Cristóbal de La Laguna Widzów: 4033 Sędzia: Ademir Zurapović ( BIH), Martin Horozov ( BUL), Tanel Suslov ( EST) |

| 2 grudnia 201817:00 | Słowenia                           | 77:82(22:20, 24:9, 16:29, 15:24) | Łotwa                                  | Arena Stožice, Lublana Widzów: 3500 Sędzia: Saverio Lanzarini ( ITA), Erez Gurion ( ISR), Thomas Bissuel ( FRA) |
| 2 grudnia 201817:00 | Pkt:Rebec 27 Zb:Rebec 6 As:Rebec 7 | 77:82(22:20, 24:9, 16:29, 15:24) | Pkt:Blūms 31 Zb:Meiers 13 As:Bertāns 4 | Arena Stožice, Lublana Widzów: 3500 Sędzia: Saverio Lanzarini ( ITA), Erez Gurion ( ISR), Thomas Bissuel ( FRA) |

| 2 grudnia 201819:00 | Czarnogóra                                                      | 71:66(13:17, 24:21, 21:17, 13:11) | Turcja                                              | Sportski centar, Nikšić Widzów: 3270 Sędzia: Georgios Poursanidis ( GRE), Nicolas Maestre ( FRA), Marius Ciulin ( ROU) |
| 2 grudnia 201819:00 | Pkt:Ivanović 21 Zb:Dubljević 12 As:Đurišić, Ivanović po 3 każdy | 71:66(13:17, 24:21, 21:17, 13:11) | Pkt:Balbay, Erden po 14 każdy Zb:Erden 6 As:Geçim 6 | Sportski centar, Nikšić Widzów: 3270 Sędzia: Georgios Poursanidis ( GRE), Nicolas Maestre ( FRA), Marius Ciulin ( ROU) |

| 22 lutego 201919:00 | Turcja                                                | 77:58(11:17, 23:9, 24:16, 19:16) | Słowenia                           | Ankara Arena, Ankara Sędzia: Srđan Dožai ( HRV), Gentian Cici ( ALB), Zdenko Tomašovič ( SVK) |
| 22 lutego 201919:00 | Pkt:Tuncer 22 Zb:Birsen, Tuncer po 8 każdy As:Güler 5 | 77:58(11:17, 23:9, 24:16, 19:16) | Pkt:Hrovat 12 Zb:Kosi 9 As:Rebec 4 | Ankara Arena, Ankara Sędzia: Srđan Dožai ( HRV), Gentian Cici ( ALB), Zdenko Tomašovič ( SVK) |

| 22 lutego 201919:00 | Ukraina                                 | 74:76(34:17, 6:9, 16:25, 18:25) | Czarnogóra                                     | Pałac Sportu, Kijów Widzów: 6512 Sędzia: Yohan Rosso ( FRA), Tolga Şahin ( TUR), Michał Proc ( POL) |
| 22 lutego 201919:00 | Pkt:Bobrow 19 Zb:Bobrow 6 As:Łukaszow 9 | 74:76(34:17, 6:9, 16:25, 18:25) | Pkt:Needham 26 Zb:Todorović 10 As:P. Popović 4 | Pałac Sportu, Kijów Widzów: 6512 Sędzia: Yohan Rosso ( FRA), Tolga Şahin ( TUR), Michał Proc ( POL) |

| 22 lutego 201919:30 | Łotwa                               | 62:67(14:25, 11:13, 16:13, 21:16) | Hiszpania                             | Arēna Rīga, Ryga Widzów: 10200 Sędzia: Lorenzo Baldini ( ITA), Georgios Poursanidis ( GRC), Petr Hrůša ( CZE) |
| 22 lutego 201919:30 | Pkt:Šķēle 18 Zb:Meiers 9 As:Šķēle 3 | 62:67(14:25, 11:13, 16:13, 21:16) | Pkt:Brizuela 17 Zb:Saiz 14 As:Colom 3 | Arēna Rīga, Ryga Widzów: 10200 Sędzia: Lorenzo Baldini ( ITA), Georgios Poursanidis ( GRC), Petr Hrůša ( CZE) |

| 25 lutego 201918:30 | Hiszpania                              | 74:58(25:16, 22:20, 12:6, 15:16) | Turcja                                               | Santiago Martín Arena, San Cristóbal de La Laguna Widzów: 3451 Sędzia: Manuel Mazzoni ( ITA), Dariusz Zapolski ( POL), Ademir Zurapović ( BIH) |
| 25 lutego 201918:30 | Pkt:Brizuela 16 Zb:Llovet 7 As:Colom 7 | 74:58(25:16, 22:20, 12:6, 15:16) | Pkt:Erden 16 Zb:Tuncer 7 As:Geçim, Tuncer po 4 każdy | Santiago Martín Arena, San Cristóbal de La Laguna Widzów: 3451 Sędzia: Manuel Mazzoni ( ITA), Dariusz Zapolski ( POL), Ademir Zurapović ( BIH) |

| 25 lutego 201919:00 | Czarnogóra                               | 74:80(8:16, 23:20, 24:24, 19:20) | Łotwa                                                               | Morača Sports Center, Podgorica Widzów: 5280 Sędzia: Panagiotis Anastopoulos ( GRC), Marek Ćmikiewicz ( POL), Wojciech Liszka ( POL) |
| 25 lutego 201919:00 | Pkt:Needham 22 Zb:Šehović 7 As:Needham 2 | 74:80(8:16, 23:20, 24:24, 19:20) | Pkt:Strēlnieks 25 Zb:Meiers, Strēlnieks po 5 każdy As:Strēlnieks 10 | Morača Sports Center, Podgorica Widzów: 5280 Sędzia: Panagiotis Anastopoulos ( GRC), Marek Ćmikiewicz ( POL), Wojciech Liszka ( POL) |

| 25 lutego 201919:00 | Słowenia                            | 85:84 (pd.)(17:20, 13:21, 18:17, 28:18, dogr. 9:8) | Ukraina                                                     | Arena Stožice, Lublana Widzów: 3800 Sędzia: Georgios Poursanidis ( GRC), Tomas Jasevičius ( LTU), Vilius Mačiulaitis ( LTU) |
| 25 lutego 201919:00 | Pkt:Murić 16 Zb:Murić 10 As:Rebec 6 | 85:84 (pd.)(17:20, 13:21, 18:17, 28:18, dogr. 9:8) | Pkt:Krawcow 16 Zb:Krawcow 12 As:Bobrow, Łukaszow po 4 każdy | Arena Stožice, Lublana Widzów: 3800 Sędzia: Georgios Poursanidis ( GRC), Tomas Jasevičius ( LTU), Vilius Mačiulaitis ( LTU) |

Godziny meczów podane zostały według czasów lokalnych.

### Grupa J

#### Tabela
| Poz. | Reprezentacja | Pkt | Mecze | Mecze | Mecze | Punkty | Punkty | Punkty | Bilans bezpośrednich meczów |
| Poz. | Reprezentacja | Pkt | M     | Z     | P     | zdob.  | str.   | bilans | Bilans bezpośrednich meczów |
| ---- | ------------- | --- | ----- | ----- | ----- | ------ | ------ | ------ | --------------------------- |
| 1    | Litwa         | 23  | 12    | 11    | 1     | 999    | 802    | +197   | -                           |
| 2    | Włochy        | 20  | 12    | 8     | 4     | 940    | 836    | +104   | 1-1, +3                     |
| 3    | Polska        | 20  | 12    | 8     | 4     | 958    | 886    | +72    | 1-1, -3                     |
| 4    | Węgry         | 18  | 12    | 6     | 6     | 836    | 849    | -13    | -                           |
| 5    | Chorwacja     | 16  | 12    | 4     | 8     | 858    | 891    | -33    | -                           |
| 6    | Holandia      | 15  | 12    | 3     | 9     | 895    | 944    | -49    | -                           |

     awans na Mistrzostwa Świata w Koszykówce Mężczyzn 2019

#### Wyniki
| 14 września 201820:00 | Holandia                                   | 59:74(13:21, 21:20, 11:13, 14:20) | Węgry                                                  | Topsportcentrum Almere, Almere Widzów: 2713 Sędzia: Panagiotis Anastopoulos ( GRE), Zdenko Tomašovič ( SVK), Luis Castillo ( ESP) |
| 14 września 201820:00 | Pkt:Franke 18 Zb:Van der Mars 9 As:Kloof 3 | 59:74(13:21, 21:20, 11:13, 14:20) | Pkt:Vojvoda 23 Zb:Keller 5 As:Perl, Vojvoda po 4 każdy | Topsportcentrum Almere, Almere Widzów: 2713 Sędzia: Panagiotis Anastopoulos ( GRE), Zdenko Tomašovič ( SVK), Luis Castillo ( ESP) |

| 14 września 201820:15 | Włochy                                    | 101:82(25:25, 29:27, 19:13, 28:17) | Polska                                 | PalaDozza, Bolonia Widzów: 5000 Sędzia: Aleksandar Glišić ( SRB), Sasa Maričić ( SRB), Andris Aunkrogers ( LAT) |
| 14 września 201820:15 | Pkt:Della Valle 28 Zb:Melli 6 As:Vitali 6 | 101:82(25:25, 29:27, 19:13, 28:17) | Pkt:Slaughter 28 Zb:Cel 6 As:Ponitka 4 | PalaDozza, Bolonia Widzów: 5000 Sędzia: Aleksandar Glišić ( SRB), Sasa Maričić ( SRB), Andris Aunkrogers ( LAT) |

| 14 września 201820:15 | Chorwacja                               | 83:84(21:21, 15:22, 19:20, 28:21) | Litwa                                          | Gradski vrt, Osijek Widzów: 4100 Sędzia: Antonio Conde ( ESP), Zafer Yılmaz ( TUR), Martin Horozov ( BUL) |
| 14 września 201820:15 | Pkt:Bogdanović 22 Zb:Šarić 6 As:Šarić 5 | 83:84(21:21, 15:22, 19:20, 28:21) | Pkt:Bendžius 16 Zb:Kuzminskas 6 As:Kalnietis 5 | Gradski vrt, Osijek Widzów: 4100 Sędzia: Antonio Conde ( ESP), Zafer Yılmaz ( TUR), Martin Horozov ( BUL) |

| 17 września 201818:00 | Węgry                                   | 63:69(14:20, 14:19, 23:13, 12:17) | Włochy                                                 | Főnix Hall, Debreczyn Widzów: 5652 Sędzia: Ademir Zurapović ( BIH), Nicolas Maestre ( FRA), Oskars Lucis ( LAT) |
| 17 września 201818:00 | Pkt:Vojvoda 25 Zb:Goloman 7 As:Govens 4 | 63:69(14:20, 14:19, 23:13, 12:17) | Pkt:Datome 18 Zb:Brooks, Datome po 7 każdy As:Vitali 7 | Főnix Hall, Debreczyn Widzów: 5652 Sędzia: Ademir Zurapović ( BIH), Nicolas Maestre ( FRA), Oskars Lucis ( LAT) |

| 17 września 201819:30 | Litwa                                                                                    | 95:93 (pd.)(24:16, 15:23, 18:16, 18:20, dogr. 9:9, 11:9) | Holandia                          | Siemens Arena, Wilno Widzów: 4905 Sędzia: Boris Krejič ( SLO), Sasa Maričić ( SRB), Andrei Sharapa ( BLR) |
| 17 września 201819:30 | Pkt:Kalnietis 21 Zb:Giedraitis, Gudaitis po 6 każdy As:Juškevičius, Kalnietis po 5 każdy | 95:93 (pd.)(24:16, 15:23, 18:16, 18:20, dogr. 9:9, 11:9) | Pkt:Kloof 19 Zb:Kok 9 As:Franke 6 | Siemens Arena, Wilno Widzów: 4905 Sędzia: Boris Krejič ( SLO), Sasa Maričić ( SRB), Andrei Sharapa ( BLR) |

| 17 września 201821:00 | Polska                                         | 79:74(21:21, 10:15, 23:22, 25:16) | Chorwacja                                    | Ergo Arena, Gdańsk Widzów: 3290 Sędzia: Yohan Rosso ( FRA), Fernando Calatrava ( ESP), Mārtiņš Kozlovskis ( LAT) |
| 17 września 201821:00 | Pkt:Waczyński 21 Zb:Hrycaniuk 9 As:Łączyński 6 | 79:74(21:21, 10:15, 23:22, 25:16) | Pkt:Bogdanović 22 Zb:Žižić 8 As:Bogdanović 5 | Ergo Arena, Gdańsk Widzów: 3290 Sędzia: Yohan Rosso ( FRA), Fernando Calatrava ( ESP), Mārtiņš Kozlovskis ( LAT) |

| 29 listopada 201818:00 | Chorwacja                               | 74:69(22:15, 22:23, 18:12, 12:19) | Węgry                            | Gradski vrt, Osijek Widzów: 3000 Sędzia: Georgios Poursanidis ( GRE), Yener Yılmaz ( TUR), Gentian Cici ( ALB) |
| 29 listopada 201818:00 | Pkt:Bilan 22 Zb:Bilan 14 As:Junaković 6 | 74:69(22:15, 22:23, 18:12, 12:19) | Pkt:Perl 20 Zb:Allen 6 As:Perl 4 | Gradski vrt, Osijek Widzów: 3000 Sędzia: Georgios Poursanidis ( GRE), Yener Yılmaz ( TUR), Gentian Cici ( ALB) |

| 29 listopada 201820:00 | Holandia                              | 78:105(18:27, 19:26, 24:26, 17:26) | Polska                              | Maaspoort Sports & Events, ’s-Hertogenbosch Widzów: 2500 Sędzia: Nicolas Maestre ( FRA), Sergiy Zashchuk ( UKR), Tanel Suslov ( EST) |
| 29 listopada 201820:00 | Pkt:Kloof 21 Zb:Kherrazi 7 As:Kloof 8 | 78:105(18:27, 19:26, 24:26, 17:26) | Pkt:Cel 20 Zb:Lampe 7 As:Koszarek 7 | Maaspoort Sports & Events, ’s-Hertogenbosch Widzów: 2500 Sędzia: Nicolas Maestre ( FRA), Sergiy Zashchuk ( UKR), Tanel Suslov ( EST) |

| 29 listopada 201820:15 | Włochy                                                   | 70:65(20:24, 22:11, 11:18, 17:12) | Litwa                                          | PalaLeonessa, Brescia Widzów: 5000 Sędzia: Panagiotis Anastopoulos ( GRC), Radomir Vojinović ( MNE), Steve Bittner ( DEU) |
| 29 listopada 201820:15 | Pkt:Abass 13 Zb:Aradori, Polonara po 7 każdy As:Vitali 8 | 70:65(20:24, 22:11, 11:18, 17:12) | Pkt:Kalnietis 15 Zb:Mačiulis 10 As:Kalnietis 6 | PalaLeonessa, Brescia Widzów: 5000 Sędzia: Panagiotis Anastopoulos ( GRC), Radomir Vojinović ( MNE), Steve Bittner ( DEU) |

| 2 grudnia 201816:00 | Węgry                                 | 91:86 (pd.)(12:15, 22:14, 22:24, 22:25, dogr. 13:8) | Holandia                                    | Tüskecsarnok, Budapeszt Widzów: 3500 Sędzia: Aleksandar Glišić ( SRB), Andris Aunkrogers ( LAT), Gatis Saliņš ( LAT) |
| 2 grudnia 201816:00 | Pkt:Vojvoda 22 Zb:Allen 10 As:Allen 5 | 91:86 (pd.)(12:15, 22:14, 22:24, 22:25, dogr. 13:8) | Pkt:Franke 23 Zb:van der Mars 11 As:Kloof 7 | Tüskecsarnok, Budapeszt Widzów: 3500 Sędzia: Aleksandar Glišić ( SRB), Andris Aunkrogers ( LAT), Gatis Saliņš ( LAT) |

| 2 grudnia 201819:30 | Litwa                                        | 79:62(26:11, 17:28, 24:10, 12:13) | Chorwacja                                | Siemens Arena, Wilno Widzów: 4578 Sędzia: Antonio Conde ( ESP), Aleksiej Dawidow ( RUS), Luis Castillo ( ESP) |
| 2 grudnia 201819:30 | Pkt:Seibutis 15 Zb:Echodas 10 As:Kalnietis 7 | 79:62(26:11, 17:28, 24:10, 12:13) | Pkt:Bilan 12 Zb:Mustapić 6 As:Mustapić 3 | Siemens Arena, Wilno Widzów: 4578 Sędzia: Antonio Conde ( ESP), Aleksiej Dawidow ( RUS), Luis Castillo ( ESP) |

| 2 grudnia 201820:15 | Polska                                  | 94:78(31:18, 21:23, 21:24, 21:13) | Włochy                                                                     | Ergo Arena, Gdańsk Widzów: 4957 Sędzia: Gentian Cici ( ALB), Boris Krejić ( SLO), Saša Maričić ( SRB) |
| 2 grudnia 201820:15 | Pkt:Lampe 22 Zb:Lampe 8 As:Slaughter 11 | 94:78(31:18, 21:23, 21:24, 21:13) | Pkt:Abass, Aradori po 13 każdy Zb:trzech zawodników po 4 każdy As:Vitali 4 | Ergo Arena, Gdańsk Widzów: 4957 Sędzia: Gentian Cici ( ALB), Boris Krejić ( SLO), Saša Maričić ( SRB) |

| 22 lutego 201918:00 | Chorwacja                            | 69:77(16:8, 20:24, 23:29, 10:16) | Polska                                                     | Varaždin Arena, Varaždin Widzów: 3250 Sędzia: Panagiotis Anastopoulos ( GRC), Oskars Lucis ( LVA), Erez Gurion ( ISR) |
| 22 lutego 201918:00 | Pkt:Krušlin 21 Zb:Bilan 8 As:Katić 3 | 69:77(16:8, 20:24, 23:29, 10:16) | Pkt:Ponitka 20 Zb:Lampe, Ponitka po 8 każdy As:Slaughter 5 | Varaždin Arena, Varaždin Widzów: 3250 Sędzia: Panagiotis Anastopoulos ( GRC), Oskars Lucis ( LVA), Erez Gurion ( ISR) |

| 22 lutego 201920:00 | Holandia                              | 69:78(20:25, 15:20, 14:17, 20:16) | Litwa                                         | Sporthallen Zuid, Amsterdam Widzów: 3000 Sędzia: Yener Yılmaz ( TUR), Zdravko Rutešić ( MNE), Sébastien Clivaz ( SUI) |
| 22 lutego 201920:00 | Pkt:Kloof 17 Zb:Kherrazi 9 As:Kloof 5 | 69:78(20:25, 15:20, 14:17, 20:16) | Pkt:Seibutis 20 Zb:Bendžius 7 As:Giedraitis 4 | Sporthallen Zuid, Amsterdam Widzów: 3000 Sędzia: Yener Yılmaz ( TUR), Zdravko Rutešić ( MNE), Sébastien Clivaz ( SUI) |

| 22 lutego 201920:15 | Włochy                                     | 75:41(15:9, 19:6, 18:18, 23:8) | Węgry                                            | Palasport Lino Oldrini, Varese Widzów: 5000 Sędzia: Antonio Conde ( ESP), Antonio Conde ( ESP), Carsten Straube ( DEU) |
| 22 lutego 201920:15 | Pkt:Della Valle 15 Zb:Brooks 8 As:Vitali 4 | 75:41(15:9, 19:6, 18:18, 23:8) | Pkt:Vojvoda 15 Zb:Eilingsfeld 6 As:Eilingsfeld 2 | Palasport Lino Oldrini, Varese Widzów: 5000 Sędzia: Antonio Conde ( ESP), Antonio Conde ( ESP), Carsten Straube ( DEU) |

| 25 lutego 201918:30 | Węgry                                                       | 84:65(24:16, 24:17, 18:15, 18:17) | Chorwacja                                               | Arena Savaria, Szombathely Widzów: 3000 Sędzia: Yohan Rosso ( FRA), Sergiy Zashchuk ( UKR), Markos Michaelides ( SUI) |
| 25 lutego 201918:30 | Pkt:Vojvoda 21 Zb:Eilingsfeld, Keller po 8 każdy As:Perl 11 | 84:65(24:16, 24:17, 18:15, 18:17) | Pkt:Katić 14 Zb:trzech zawodników po 5 każdy As:Katić 4 | Arena Savaria, Szombathely Widzów: 3000 Sędzia: Yohan Rosso ( FRA), Sergiy Zashchuk ( UKR), Markos Michaelides ( SUI) |

| 25 lutego 201919:30 | Litwa                                                                  | 86:73(26:16, 21:13, 14:22, 25:22) | Włochy                                | Švyturys Arena, Kłajpeda Widzów: 5500 Sędzia: Aleksandar Glišić ( SRB), Kerem Baki ( TUR), Zdenko Tomašovič ( SVK) |
| 25 lutego 201919:30 | Pkt:Masiulis 15 Zb:Giedraitis 7 As:Janavičius, Vasiliauskas po 5 każdy | 86:73(26:16, 21:13, 14:22, 25:22) | Pkt:Vitali 22 Zb:Vitali 4 As:Filloy 6 | Švyturys Arena, Kłajpeda Widzów: 5500 Sędzia: Aleksandar Glišić ( SRB), Kerem Baki ( TUR), Zdenko Tomašovič ( SVK) |

| 25 lutego 201920:30 | Polska                                                             | 85:76(26:16, 20:20, 20:14, 19:26) | Holandia                                                                                      | Ergo Arena, Gdańsk Widzów: 5017 Sędzia: Marius Ciulin ( ROU), Andrei Sharapa ( BLR), Apostolos Kalpakas ( SWE) |
| 25 lutego 201920:30 | Pkt:Waczyński 18 Zb:Sokołowski 6 As:Koszarek, Slaughter po 6 każdy | 85:76(26:16, 20:20, 20:14, 19:26) | Pkt:Hammink, Schaftenaar po 12 każdy Zb:Mast 5 As:De Jong, Van der Vuurst de Vries po 4 każdy | Ergo Arena, Gdańsk Widzów: 5017 Sędzia: Marius Ciulin ( ROU), Andrei Sharapa ( BLR), Apostolos Kalpakas ( SWE) |

Godziny meczów podane zostały według czasów lokalnych.

### Grupa K

#### Tabela
| Poz. | Reprezentacja        | Pkt | Mecze | Mecze | Mecze | Punkty | Punkty | Punkty | Bilans bezpośrednich meczów |
| Poz. | Reprezentacja        | Pkt | M     | Z     | P     | zdob.  | str.   | bilans | Bilans bezpośrednich meczów |
| ---- | -------------------- | --- | ----- | ----- | ----- | ------ | ------ | ------ | --------------------------- |
| 1    | Francja              | 22  | 12    | 10    | 2     | 937    | 778    | +159   | -                           |
| 2    | Rosja                | 20  | 12    | 8     | 4     | 966    | 853    | +113   | 1-1, +18                    |
| 3    | Czechy               | 20  | 12    | 8     | 4     | 890    | 889    | +1     | 1-1, -18                    |
| 4    | Finlandia            | 18  | 12    | 6     | 6     | 913    | 927    | -14    | -                           |
| 5    | Bułgaria             | 16  | 12    | 4     | 8     | 882    | 971    | -89    | -                           |
| 6    | Bośnia i Hercegowina | 15  | 12    | 3     | 9     | 871    | 957    | -86    | -                           |

     awans na Mistrzostwa Świata w Koszykówce Mężczyzn 2019

#### Wyniki
| 13 września 201818:00 | Czechy                                         | 80:78(27:24, 10:15, 19:19, 24:20) | Rosja                                     | Tipsport arena, Pardubice Widzów: 8438 Sędzia: Manuel Mazzoni ( ITA), Gintaras Vitkauskas ( LTU), Yener Yılmaz ( TUR) |
| 13 września 201818:00 | Pkt:Bohačík 19 Zb:Satoranský 8 As:Satoranský 6 | 80:78(27:24, 10:15, 19:19, 24:20) | Pkt:Chwostow 18 Zb:Chwostow 4 As:Szwied 7 | Tipsport arena, Pardubice Widzów: 8438 Sędzia: Manuel Mazzoni ( ITA), Gintaras Vitkauskas ( LTU), Yener Yılmaz ( TUR) |

| 13 września 201818:00 | Bułgaria                                | 74:68(26:23, 19:21, 14:14, 15:10) | Francja                              | Arena Botewgrad, Botewgrad Widzów: 2800 Sędzia: Janusz Calik ( POL), Radomir Vojinović ( MNE), Dariusz Zapolski ( POL) |
| 13 września 201818:00 | Pkt:Bost 17 Zb:Wezenkow 8 As:Dimitrow 5 | 74:68(26:23, 19:21, 14:14, 15:10) | Pkt:Batum 17 Zb:Lacombe 7 As:Batum 5 | Arena Botewgrad, Botewgrad Widzów: 2800 Sędzia: Janusz Calik ( POL), Radomir Vojinović ( MNE), Dariusz Zapolski ( POL) |

| 13 września 201819:00 | Finlandia                               | 85:81(22:14, 21:20, 27:15, 15:32) | Bośnia i Hercegowina                | Espoo Metro Areena, Espoo Sędzia: Georgios Poursanidis ( GRE), Tanel Suslov ( EST), Vilius Mačiulaitis ( LTU) |
| 13 września 201819:00 | Pkt:Salin 27 Zb:Jantunen 6 As:Koponen 7 | 85:81(22:14, 21:20, 27:15, 15:32) | Pkt:Nurkić 20 Zb:Nurkić 9 As:Musa 9 | Espoo Metro Areena, Espoo Sędzia: Georgios Poursanidis ( GRE), Tanel Suslov ( EST), Vilius Mačiulaitis ( LTU) |

| 16 września 201817:00 | Francja                                                                  | 83:67(25:13, 25:11, 17:27, 16:16) | Finlandia                                                             | Sud de France Arena, Montpellier Widzów: 6634 Sędzia: Lorenzo Baldini ( ITA), Erez Gurion ( ISR), Gatis Saliņš ( LAT) |
| 16 września 201817:00 | Pkt:Batum, Kahudi po 14 każdy Zb:Lessort, Poirier po 6 każdy As:Albicy 7 | 83:67(25:13, 25:11, 17:27, 16:16) | Pkt:Koponen, Murphy po 14 każdy Zb:Huff 7 As:Huff, Koponen po 3 każdy | Sud de France Arena, Montpellier Widzów: 6634 Sędzia: Lorenzo Baldini ( ITA), Erez Gurion ( ISR), Gatis Saliņš ( LAT) |

| 16 września 201818:00 | Rosja                                 | 77:73(30:20, 17:20, 15:20, 15:13) | Bułgaria                                                       | Khimki Basketball Center, Chimki Widzów: 3156 Sędzia: Srđan Dožai ( CRO), Apostolos Kalpakas ( SWE), Wojciech Liszka ( POL) |
| 16 września 201818:00 | Pkt:Szwied 22 Zb:Szwied 7 As:Szwied 5 | 77:73(30:20, 17:20, 15:20, 15:13) | Pkt:Wezenkow 22 Zb:Wezenkow 12 As:trzech zawodników po 3 każdy | Khimki Basketball Center, Chimki Widzów: 3156 Sędzia: Srđan Dožai ( CRO), Apostolos Kalpakas ( SWE), Wojciech Liszka ( POL) |

| 16 września 201820:00 | Bośnia i Hercegowina                 | 80:85(18:22, 19:16, 23:22, 20:25) | Czechy                                            | Mirza Delibašić Hall, Sarajewo Sędzia: Tomas Jasevičius ( LTU), Janusz Calik ( POL), Luis Castillo ( ESP) |
| 16 września 201820:00 | Pkt:Nurkić 19 Zb:Nurkić 15 As:Musa 5 | 80:85(18:22, 19:16, 23:22, 20:25) | Pkt:Satoranský 22 Zb:Satoranský 9 As:Satoranský 7 | Mirza Delibašić Hall, Sarajewo Sędzia: Tomas Jasevičius ( LTU), Janusz Calik ( POL), Luis Castillo ( ESP) |

| 30 listopada 201818:00 | Czechy                                 | 65:79(19:26, 18:13, 14:13, 14:27) | Francja                               | Tipsport arena, Pardubice Widzów: 5371 Sędzia: Srđan Dožai ( SRB), Vilius Mačiulaitis ( LTU), Oskars Lucis ( LVA) |
| 30 listopada 201818:00 | Pkt:Hruban 20 Zb:Hruban 8 As:Bohačík 8 | 65:79(19:26, 18:13, 14:13, 14:27) | Pkt:M’Baye 18 Zb:Camara 8 As:Albicy 7 | Tipsport arena, Pardubice Widzów: 5371 Sędzia: Srđan Dožai ( SRB), Vilius Mačiulaitis ( LTU), Oskars Lucis ( LVA) |

| 30 listopada 201819:00 | Finlandia                                           | 75:77 (pd.)(18:13, 18:14, 21:20, 11:21, dogr. 7:9) | Rosja                                            | Espoo Metro Areena, Espoo Widzów: 6866 Sędzia: Aleksandar Glišić ( SRB), Dariusz Zapolski ( POL), Tolga Sahin ( ITA) |
| 30 listopada 201819:00 | Pkt:Huff 24 Zb:Murphy 7 As:Salin, Wilson po 5 każdy | 75:77 (pd.)(18:13, 18:14, 21:20, 11:21, dogr. 7:9) | Pkt:Kułagin 26 Zb:Woroncewicz 8 As:Woroncewicz 6 | Espoo Metro Areena, Espoo Widzów: 6866 Sędzia: Aleksandar Glišić ( SRB), Dariusz Zapolski ( POL), Tolga Sahin ( ITA) |

| 30 listopada 201819:00 | Bułgaria                                       | 89:82(25:22, 20:29, 27:16, 17:15) | Bośnia i Hercegowina                          | Arena Botewgrad, Botewgrad Widzów: 2000 Sędzia: Mārtiņš Kozlovskis ( LVA), Zdenko Tomašovič ( SVK), Marek Ćmikiewicz ( POL) |
| 30 listopada 201819:00 | Pkt:Awramow 20 Zb:S. Marinow 8 As:S. Marinow 5 | 89:82(25:22, 20:29, 27:16, 17:15) | Pkt:Halilović 20 Zb:Sulejmanović 16 As:Atić 7 | Arena Botewgrad, Botewgrad Widzów: 2000 Sędzia: Mārtiņš Kozlovskis ( LVA), Zdenko Tomašovič ( SVK), Marek Ćmikiewicz ( POL) |

| 3 grudnia 201819:00 | Francja                                                     | 77:53(19:16, 20:13, 17:16, 21:8) | Bułgaria                                      | Palais des Sports de Beaublanc, Limoges Widzów: 4633 Sędzia: Tolga Sahin ( ITA), Luka Kardum ( HRV), Beniamino Attard ( ITA) |
| 3 grudnia 201819:00 | Pkt:Ouattara 17 Zb:Lacombe, Lessort po 6 każdy As:Lacombe 7 | 77:53(19:16, 20:13, 17:16, 21:8) | Pkt:Zahariew 13 Zb:Zahariew 7 As:S. Marinow 3 | Palais des Sports de Beaublanc, Limoges Widzów: 4633 Sędzia: Tolga Sahin ( ITA), Luka Kardum ( HRV), Beniamino Attard ( ITA) |

| 3 grudnia 201819:00 | Bośnia i Hercegowina                          | 77:81(28:11, 22:20, 13:14, 14:36) | Finlandia                            | Arena Zenica, Zenica Widzów: 1500 Sędzia: Yener Yılmaz ( TUR), Gintaras Vitkauskas ( LTU), Zafer Yılmaz ( TUR) |
| 3 grudnia 201819:00 | Pkt:Halilović 20 Zb:Sulejmanović 13 As:Atić 4 | 77:81(28:11, 22:20, 13:14, 14:36) | Pkt:Salin 19 Zb:Salin 5 As:Koponen 4 | Arena Zenica, Zenica Widzów: 1500 Sędzia: Yener Yılmaz ( TUR), Gintaras Vitkauskas ( LTU), Zafer Yılmaz ( TUR) |

| 3 grudnia 201819:30 | Rosja                                     | 81:61(14:16, 30:12, 21:11, 16:22) | Czechy                                                 | Khimki Basketball Center, Chimki Widzów: 2573 Sędzia: Panagiotis Anastopoulos ( GRC), Fernando Calatrava ( ESP), Vladimir Jevtović ( SRB) |
| 3 grudnia 201819:30 | Pkt:Chwostow 17 Zb:Kułagin 9 As:Kułagin 7 | 81:61(14:16, 30:12, 21:11, 16:22) | Pkt:Bohačík 26 Zb:Kříž, Pumprla po 7 każdy As:Půlpán 5 | Khimki Basketball Center, Chimki Widzów: 2573 Sędzia: Panagiotis Anastopoulos ( GRC), Fernando Calatrava ( ESP), Vladimir Jevtović ( SRB) |

| 21 lutego 201918:00 | Bułgaria                                   | 60:104(18:26, 12:26, 14:30, 16:22) | Rosja                                            | Arena Botewgrad, Botewgrad Widzów: 1800 Sędzia: Manuel Mazzoni ( ITA), Boris Krejič ( SLO), Zafer Yılmaz ( TUR) |
| 21 lutego 201918:00 | Pkt:Washburn 19 Zb:Dimitrow 3 As:Awramow 6 | 60:104(18:26, 12:26, 14:30, 16:22) | Pkt:Kułagin 16 Zb:Woroncewicz 7 As:Woroncewicz 5 | Arena Botewgrad, Botewgrad Widzów: 1800 Sędzia: Manuel Mazzoni ( ITA), Boris Krejič ( SLO), Zafer Yılmaz ( TUR) |

| 21 lutego 201918:00 | Czechy                                 | 69:64(20:15, 19:18, 16:17, 14:14) | Bośnia i Hercegowina                                   | Tipsport arena, Pardubice Widzów: 2821 Sędzia: Wojciech Liszka ( POL), Apostolos Kalpakas ( SWE), Mehmet Karabilecen ( TUR) |
| 21 lutego 201918:00 | Pkt:Bohačík 17 Zb:Hruban 9 As:Vyoral 4 | 69:64(20:15, 19:18, 16:17, 14:14) | Pkt:Lazić 16 Zb:Halilović 12 As:Atić, Gegić po 5 każdy | Tipsport arena, Pardubice Widzów: 2821 Sędzia: Wojciech Liszka ( POL), Apostolos Kalpakas ( SWE), Mehmet Karabilecen ( TUR) |

| 21 lutego 201919:00 | Finlandia                               | 76:69(14:14, 17:19, 22:15, 23:21) | Francja                               | Espoo Metro Areena, Espoo Widzów: 7009 Sędzia: Sergiy Zashchuk ( UKR), Saša Maričić ( SRB), Tanel Suslov ( EST) |
| 21 lutego 201919:00 | Pkt:Wilson 29 Zb:Jantunen 7 As:Wilson 6 | 76:69(14:14, 17:19, 22:15, 23:21) | Pkt:Noua 19 Zb:Lessort 10 As:Albicy 6 | Espoo Metro Areena, Espoo Widzów: 7009 Sędzia: Sergiy Zashchuk ( UKR), Saša Maričić ( SRB), Tanel Suslov ( EST) |

| 24 lutego 201917:00 | Francja                                  | 82:66(16:15, 21:17, 21:18, 24:16) | Czechy                              | Salle de la Trocardière, Rezé Widzów: 4522 Sędzia: Boris Krejič ( SLO), Zdravko Rutešić ( MNE), Luis Castillo ( ESP) |
| 24 lutego 201917:00 | Pkt:Lessort 18 Zb:Lessort 10 As:Albicy 6 | 82:66(16:15, 21:17, 21:18, 24:16) | Pkt:Auda 20 Zb:Krejčí 6 As:Hruban 3 | Salle de la Trocardière, Rezé Widzów: 4522 Sędzia: Boris Krejič ( SLO), Zdravko Rutešić ( MNE), Luis Castillo ( ESP) |

| 24 lutego 201918:00 | Rosja                                                          | 91:76(16:28, 21:10, 21:27, 33:11) | Finlandia                             | Uniwersalny Pałac Sportu Mołot, Perm Widzów: 7180 Sędzia: Saverio Lanzarini ( ITA), Radomir Vojinović ( MNE), Janusz Calik ( POL) |
| 24 lutego 201918:00 | Pkt:Kułagin 22 Zb:Kurbanow 7 As:czterech zawodników po 4 każdy | 91:76(16:28, 21:10, 21:27, 33:11) | Pkt:Wilson 18 Zb:Kotti 8 As:Koponen 4 | Uniwersalny Pałac Sportu Mołot, Perm Widzów: 7180 Sędzia: Saverio Lanzarini ( ITA), Radomir Vojinović ( MNE), Janusz Calik ( POL) |

| 24 lutego 201918:00 | Bośnia i Hercegowina                                | 87:67(24:25, 19:10, 22:19, 22:13) | Bułgaria                                                       | Arena Zenica, Zenica Widzów: 2000 Sędzia: Lorenzo Baldini ( ITA), Andris Aunkrogers ( LVA), Michał Proc ( POL) |
| 24 lutego 201918:00 | Pkt:Atić 29 Zb:Atić, Halilović po 9 każdy As:Atić 5 | 87:67(24:25, 19:10, 22:19, 22:13) | Pkt:Zachariew 16 Zb:Dimitrow 7 As:trzech zawodników po 2 każdy | Arena Zenica, Zenica Widzów: 2000 Sędzia: Lorenzo Baldini ( ITA), Andris Aunkrogers ( LVA), Michał Proc ( POL) |

Godziny meczów podane zostały według czasów lokalnych.

### Grupa L

#### Tabela
| Poz. | Reprezentacja | Pkt | Mecze | Mecze | Mecze | Punkty | Punkty | Punkty | Bilans bezpośrednich meczów |
| Poz. | Reprezentacja | Pkt | M     | Z     | P     | zdob.  | str.   | bilans | Bilans bezpośrednich meczów |
| ---- | ------------- | --- | ----- | ----- | ----- | ------ | ------ | ------ | --------------------------- |
| 1    | Grecja        | 23  | 12    | 11    | 1     | 972    | 880    | +92    | -                           |
| 2    | Niemcy        | 21  | 12    | 9     | 3     | 1017   | 867    | +150   | -                           |
| 3    | Serbia        | 19  | 12    | 7     | 5     | 993    | 875    | +118   | -                           |
| 4    | Gruzja        | 17  | 12    | 5     | 7     | 927    | 968    | -41    | 2-0                         |
| 5    | Izrael        | 17  | 12    | 5     | 7     | 925    | 974    | -49    | 0-2                         |
| 6    | Estonia       | 16  | 12    | 4     | 8     | 821    | 950    | -129   | -                           |

     awans na Mistrzostwa Świata w Koszykówce Mężczyzn 2019

#### Wyniki
| 13 września 201819:00 | Estonia                                                    | 43:86(15:26, 9:23, 6:24, 13:13) | Niemcy                                      | Saku Suurhall, Tallinn Widzów: 3312 Sędzia: Tomas Jasevičius ( LTU), Oskars Lucis ( LAT), Sergei Beliakov ( RUS) |
| 13 września 201819:00 | Pkt:Veideman 14 Zb:Nurger, Veideman po 4 każdy As:Kotsar 4 | 43:86(15:26, 9:23, 6:24, 13:13) | Pkt:Schröder 18 Zb:Barthel 8 As:Schröder 10 | Saku Suurhall, Tallinn Widzów: 3312 Sędzia: Tomas Jasevičius ( LTU), Oskars Lucis ( LAT), Sergei Beliakov ( RUS) |

| 13 września 201821:00 | Grecja                                                         | 70:63(16:18, 19:14, 16:15, 19:16) | Serbia                                       | Heraklion Arena, Heraklion Widzów: 5222 Sędzia: Mārtiņš Kozlovskis ( LAT), Marek Ćmikiewicz ( POL), Sergiy Zashchuk ( UKR) |
| 13 września 201821:00 | Pkt:Calathes, Prindezis po 15 każdy Zb:Burusis 10 As:Burusis 8 | 70:63(16:18, 19:14, 16:15, 19:16) | Pkt:Bogdanović 19 Zb:Bjelica 12 As:Bjelica 5 | Heraklion Arena, Heraklion Widzów: 5222 Sędzia: Mārtiņš Kozlovskis ( LAT), Marek Ćmikiewicz ( POL), Sergiy Zashchuk ( UKR) |

| 13 września 201821:00 | Izrael                                                                  | 80:85(23:26, 14:23, 31:16, 12:20) | Gruzja                                                 | Menora Mivtachim Arena, Tel Awiw Sędzia: Boris Krejič ( SLO), Özlem Yalman ( TUR), Fernando Calatrava ( ESP) |
| 13 września 201821:00 | Pkt:Cohen, Zoosman po 14 każdy Zb:Ariel, Zoosman po 5 każdy As:Blatt 10 | 80:85(23:26, 14:23, 31:16, 12:20) | Pkt:Szengelia 22 Zb:Bitadze, Szengelia 9 As:Cincadze 7 | Menora Mivtachim Arena, Tel Awiw Sędzia: Boris Krejič ( SLO), Özlem Yalman ( TUR), Fernando Calatrava ( ESP) |

| 16 września 201818:00 | Niemcy                                     | 112:98 (pd.)(18:21, 17:33, 27:16, 30:22, dogr. 20:6) | Izrael                               | Lipsk Arena, Lipsk Widzów: 5197 Sędzia: Tolga Sahin ( ITA), Zdravko Rutešić ( MNE), Gintaras Vitkauskas ( LTU) |
| 16 września 201818:00 | Pkt:Schröder 30 Zb:Kleber 8 As:Schröder 13 | 112:98 (pd.)(18:21, 17:33, 27:16, 30:22, dogr. 20:6) | Pkt:Cohen 23 Zb:Levi 8 As:Zoosman 10 | Lipsk Arena, Lipsk Widzów: 5197 Sędzia: Tolga Sahin ( ITA), Zdravko Rutešić ( MNE), Gintaras Vitkauskas ( LTU) |

| 16 września 201819:00 | Gruzja                                         | 85:86(30:17, 19:21, 15:27, 21:21) | Grecja                                                       | Pałac Sportu, Tbilisi Widzów: 8650 Sędzia: Saverio Lanzarini ( ITA), Andris Aunkrogers ( LAT), Michał Proc ( POL) |
| 16 września 201819:00 | Pkt:Szengelia 24 Zb:Szengelia 14 As:Cincadze 7 | 85:86(30:17, 19:21, 15:27, 21:21) | Pkt:Calathes 31 Zb:Sloukas 8 As:Calathes, Sloukas po 8 każdy | Pałac Sportu, Tbilisi Widzów: 8650 Sędzia: Saverio Lanzarini ( ITA), Andris Aunkrogers ( LAT), Michał Proc ( POL) |

| 16 września 201820:15 | Serbia                                                 | 91:65(22:16, 23:13, 29:11, 17:25) | Estonia                                                       | Hala im. Aleksandara Nikolićia, Belgrad Widzów: 5700 Sędzia: Antonio Conde ( ESP), Yener Yılmaz ( TUR), Mehmet Karabilecen ( TUR) |
| 16 września 201820:15 | Pkt:Bjelica 14 Zb:Bjelica 6 As:Jović, Micić po 4 każdy | 91:65(22:16, 23:13, 29:11, 17:25) | Pkt:Kajupank 17 Zb:Raieste 4 As:Kullamäe, Veideman po 5 każdy | Hala im. Aleksandara Nikolićia, Belgrad Widzów: 5700 Sędzia: Antonio Conde ( ESP), Yener Yılmaz ( TUR), Mehmet Karabilecen ( TUR) |

| 30 listopada 201814:00 | Izrael                                                  | 83:74(29:24, 14:21, 16:15, 24:14) | Serbia                                   | Menora Mivtachim Arena, Tel Awiw Sędzia: Yohan Rosso ( FRA), Zafer Yılmaz ( TUR), Marius Ciulin ( ROU) |
| 30 listopada 201814:00 | Pkt:Pnini 18 Zb:trzech zawodników po 3 każdy As:Blatt 9 | 83:74(29:24, 14:21, 16:15, 24:14) | Pkt:Milosavljević 17 Zb:Peno 8 As:Peno 6 | Menora Mivtachim Arena, Tel Awiw Sędzia: Yohan Rosso ( FRA), Zafer Yılmaz ( TUR), Marius Ciulin ( ROU) |

| 30 listopada 201819:00 | Grecja                                  | 92:84(23:22, 22:13, 18:21, 29:28) | Niemcy                                                      | Dimitris Tofalos Arena, Patras Sędzia: Antonio Conde ( ESP), Fernando Calatrava ( ESP), Boris Krejič ( SLO) |
| 30 listopada 201819:00 | Pkt:Burusis 25 Zb:Burusis 7 As:Atineu 6 | 92:84(23:22, 22:13, 18:21, 29:28) | Pkt:Benzing 27 Zb:Thiemann 7 As:Akpınar, Benzing po 3 każdy | Dimitris Tofalos Arena, Patras Sędzia: Antonio Conde ( ESP), Fernando Calatrava ( ESP), Boris Krejič ( SLO) |

| 30 listopada 201819:00 | Estonia                                                                        | 73:80(19:22, 13:19, 17:16, 24:23) | Gruzja                                                             | Saku Suurhall, Tallinn Widzów: 2300 Sędzia: Ademir Zurapović ( BIH), Alexey Davydov ( RUS), Martin Vulić ( HRV) |
| 30 listopada 201819:00 | Pkt:Jõesaar 14 Zb:Jõesaar, Kangur po 7 każdy As:czterech zawodników po 3 każdy | 73:80(19:22, 13:19, 17:16, 24:23) | Pkt:Szermadini 23 Zb:Bitadze, Szermadini po 11 każdy As:Cincadze 7 | Saku Suurhall, Tallinn Widzów: 2300 Sędzia: Ademir Zurapović ( BIH), Alexey Davydov ( RUS), Martin Vulić ( HRV) |

| 3 grudnia 201819:00 | Gruzja                                        | 71:69 (pd.)(9:11, 25:19, 16:19, 14:15, dogr. 7:5) | Izrael                                    | Pałac Sportu, Tbilisi Widzów: 7135 Sędzia: Mārtiņš Kozlovskis ( LVA), Dariusz Zapolski ( POL), Mehmet Karabilecen ( TUR) |
| 3 grudnia 201819:00 | Pkt:Bitadze 18 Zb:Szermadini 11 As:McFadden 5 | 71:69 (pd.)(9:11, 25:19, 16:19, 14:15, dogr. 7:5) | Pkt:Cohen 22 Zb:Cohen 8 As:DiBartolomeo 4 | Pałac Sportu, Tbilisi Widzów: 7135 Sędzia: Mārtiņš Kozlovskis ( LVA), Dariusz Zapolski ( POL), Mehmet Karabilecen ( TUR) |

| 3 grudnia 201820:00 | Niemcy                                    | 87:80(21:19, 20:8, 20:12, 26:31) | Estonia                            | Arena Ludwigsburg, Ludwigsburg Widzów: 3491 Sędzia: Yohan Rosso ( FRA), Vilius Mačiulaitis ( LTU), Blaž Zupančič ( SLO) |
| 3 grudnia 201820:00 | Pkt:Thiemann 16 Zb:Thiemann 7 As:Doreth 4 | 87:80(21:19, 20:8, 20:12, 26:31) | Pkt:Vene 18 Zb:Jõesaar 6 As:Sokk 4 | Arena Ludwigsburg, Ludwigsburg Widzów: 3491 Sędzia: Yohan Rosso ( FRA), Vilius Mačiulaitis ( LTU), Blaž Zupančič ( SLO) |

| 3 grudnia 201820:15 | Serbia                                                   | 84:61(29:14, 15:21, 23:13, 17:13) | Grecja                                                                                         | Hala im. Aleksandara Nikolićia, Belgrad Widzów: 5780 Sędzia: Manuel Mazzoni ( ITA), Marek Ćmikiewicz ( POL), Lorenzo Baldini ( ITA) |
| 3 grudnia 201820:15 | Pkt:Jović 22 Zb:Jełowac 7 As:Micić, Raduljica po 6 każdy | 84:61(29:14, 15:21, 23:13, 17:13) | Pkt:Bochoridis, Salustros po 12 każdy Zb:Wasilopulos 5 As:Larenddzakis, Wasilopulos po 4 każdy | Hala im. Aleksandara Nikolićia, Belgrad Widzów: 5780 Sędzia: Manuel Mazzoni ( ITA), Marek Ćmikiewicz ( POL), Lorenzo Baldini ( ITA) |

| 21 lutego 201919:00 | Estonia                                                     | 71:70(14:16, 17:18, 18:20, 22:16) | Serbia                                     | Saku Suurhall, Tallinn Widzów: 4585 Sędzia: Saverio Lanzarini ( ITA), Mārtiņš Kozlovskis ( LVA), Dariusz Zapolski ( POL) |
| 21 lutego 201919:00 | Pkt:Kitsing, Kullamäe po 18 każdy Zb:Jõesaar 9 As:Raieste 5 | 71:70(14:16, 17:18, 18:20, 22:16) | Pkt:Jełowac 19 Zb:Jełowac 8 As:Teodosić 10 | Saku Suurhall, Tallinn Widzów: 4585 Sędzia: Saverio Lanzarini ( ITA), Mārtiņš Kozlovskis ( LVA), Dariusz Zapolski ( POL) |

| 21 lutego 201919:30 | Izrael                             | 81:77(15:19, 21:16, 18:17, 27:25) | Niemcy                                                  | Shlomo Group Arena, Tel Awiw Sędzia: Ademir Zurapović ( BIH), Janusz Calik ( POL), Ventsislav Velikov ( BUL) |
| 21 lutego 201919:30 | Pkt:Cline 14 Zb:Ginat 6 As:Timor 6 | 81:77(15:19, 21:16, 18:17, 27:25) | Pkt:Giffey, Obst po 16 każdy Zb:Thiemann 5 As:Akpınar 8 | Shlomo Group Arena, Tel Awiw Sędzia: Ademir Zurapović ( BIH), Janusz Calik ( POL), Ventsislav Velikov ( BUL) |

| 21 lutego 201920:30 | Grecja                                        | 81:69(23:14, 21:17, 22:20, 15:18) | Gruzja                                           | Heraklion Arena, Heraklion Sędzia: Marius Ciulin ( ROU), Luis Castillo ( ESP), Andrei Sharapa ( BLR) |
| 21 lutego 201920:30 | Pkt:Wasilopulos 15 Zb:Burusis 10 As:Burusis 6 | 81:69(23:14, 21:17, 22:20, 15:18) | Pkt:Szermadini 26 Zb:Szermadini 15 As:Cincadze 7 | Heraklion Arena, Heraklion Sędzia: Marius Ciulin ( ROU), Luis Castillo ( ESP), Andrei Sharapa ( BLR) |

| 24 lutego 201916:00 | Serbia                                   | 97:76(26:18, 23:15, 18:17, 30:26) | Izrael                               | Hala im. Aleksandara Nikolićia, Belgrad Widzów: 6890 Sędzia: Antonio Conde ( ESP), Yener Yılmaz ( TUR), Fernando Calatrava ( ESP) |
| 24 lutego 201916:00 | Pkt:Łuczić 22 Zb:Jełowac 6 As:Teodosić 9 | 97:76(26:18, 23:15, 18:17, 30:26) | Pkt:Cohen 16 Zb:Cline 6 As:Zoosman 5 | Hala im. Aleksandara Nikolićia, Belgrad Widzów: 6890 Sędzia: Antonio Conde ( ESP), Yener Yılmaz ( TUR), Fernando Calatrava ( ESP) |

| 24 lutego 201918:00 | Niemcy                               | 63:69(16:15, 18:18, 13:17, 16:19) | Grecja                                                          | Brose Arena, Bamberg Widzów: 5137 Sędzia: Mārtiņš Kozlovskis ( LVA), Nicolas Maestre ( FRA), Sergei Beliakov ( RUS) |
| 24 lutego 201918:00 | Pkt:Obst 12 Zb:Zirbes 8 As:Akpınar 7 | 63:69(16:15, 18:18, 13:17, 16:19) | Pkt:Marjaritis 13 Zb:Mawroidis 9 As:Atineu, Koniaris po 4 każdy | Brose Arena, Bamberg Widzów: 5137 Sędzia: Mārtiņš Kozlovskis ( LVA), Nicolas Maestre ( FRA), Sergei Beliakov ( RUS) |

| 24 lutego 201919:00 | Gruzja                                           | 77:84(27:21, 15:27, 20:12, 15:24) | Estonia                                    | Pałac Sportu, Tbilisi Widzów: 4780 Sędzia: Oskars Lucis ( LVA), Zafer Yılmaz ( TUR), Luka Kardum ( CRO) |
| 24 lutego 201919:00 | Pkt:Szermadini 22 Zb:Szermadini 15 As:Cincadze 5 | 77:84(27:21, 15:27, 20:12, 15:24) | Pkt:Kullamäe 18 Zb:Kitsing 8 As:Kullamäe 5 | Pałac Sportu, Tbilisi Widzów: 4780 Sędzia: Oskars Lucis ( LVA), Zafer Yılmaz ( TUR), Luka Kardum ( CRO) |

Godziny meczów podane zostały według czasów lokalnych.